# Mozilla Firefoxのバージョンの変遷
この記事では、主にデスクトップ版のMozilla Firefoxのバージョン変遷を掲載していく。 Android 版については、 Firefox for Mobile を参照。

## Firefox 1.0 以前
Firefox 1.0に至るまでにリリースされたバージョンである。すべてのリリースにコードネームが付されている。Firefoxの初期の名称がアメリカ合衆国、アリゾナ州の州都と同じPhoenixであったことから、一部を除きこれらのコードネームは、アリゾナ州に隣接するカリフォルニア州からPhoenixに至る地名を用いたものであり、ロードマップが不死鳥(Phoenix)の飛行ルートになぞらえて描かれていた時期があった。しかし、製品名に Phoenix を使用しなくなってからはあまりこれらのコードネームが前面に出ることはなかった。
| バージョン             | リリース日 (PDT/PST) | 備考                     |
| ---------------------- | -------------------- | ------------------------ |
| 0.1 (Pescadero)        | 2002年9月23日        | 初版                     |
| 0.2 (Santa Cruz)       | 2002年10月1日        |                          |
| 0.3 (Lucia)            | 2002年10月14日       |                          |
| 0.4 (Oceano)           | 2002年10月21日       |                          |
| 0.5 (Naples)           | 2002年12月7日        |                          |
| 0.6 (Glendale)         | 2003年5月16日        | 製品名を Firebird へ改称 |
| 0.6.1 (Glendale)       | 2003年7月28日        |                          |
| 0.7 (Indio)            | 2003年10月14日       |                          |
| 0.7.1 (Three Kings)    | 2003年10月25日       |                          |
| 0.8 (Royal Oak)        | 2004年2月9日         | 製品名を Firefox へ改称  |
| 0.9 (One Tree Hill)    | 2004年6月15日        |                          |
| 1.0 PR (Greenlane)     | 2004年9月14日        |                          |
| 1.0 RC 1 (Mission Bay) | 2004年10月27日       |                          |
| 1.0 RC 2 (Whangamata)  | 2004年11月3日        |                          |

## Firefox 1.0
Firefox 1.0.1以降は基本的にFirefox 1.0の脆弱性の修正。Gecko のバージョンは1.7。Firefox 1.0を除き、Firefox 1.0系には公式なコードネームは存在しない。
| バージョン    | リリース日 (PDT/PST) | 備考                                                                                               |
| ------------- | -------------------- | -------------------------------------------------------------------------------------------------- |
| 1.0 (Phoenix) | 2004年11月9日        | 初版                                                                                               |
| 1.0.1         | 2005年2月24日        | .lnk ファイルに関する問題等を修正                                                                  |
| 1.0.2         | 2005年3月20日        | gif 画像の処理におけるヒープオーバーフロー等を修正                                                 |
| 1.0.3         | 2005年4月15日        | javascript: 形式の favicon を通じてコードを実行できる脆弱性等の修正                                |
| 1.0.4         | 2005年5月11日        | javascript: 形式の iconURL を通じて任意のコードを実行できる脆弱性等の修正                          |
| 1.0.5         | 2005年7月12日        | 英語版のみスタンドアロンアプリケーションからブラウザを通じて任意のコードが実行される脆弱性等の修正 |
| 1.0.6         | 2005年7月19日        | 1.0.5 における拡張機能関連 API の不具合の解消                                                      |
| 1.0.7         | 2005年9月20日        | 国際化ドメイン名に関する脆弱性等を修正                                                             |
| 1.0.8         | 2006年4月13日        | Intel Mac への対応を除き 1.5.0.2 とほぼ同じ                                                        |

## Firefox 1.5
もともとFirefox 1.1としてリリースされる予定だったが、リリース予定時期が延期されるとともに、Firefox 1.5として改められた（ベータ版は1.4）。アルファ版の公開時には一般ユーザのダウンロードを防ぐため、コードネームの Deer Park （ニュージーランド、ケルビン・ハイツにある動物公園の名前）という名前が使われた。Firefox 1.5以降の開発コードネームは世界各国の国立公園の名称が使われている。また、trunk（本流の開発ライン）については2006年4月頃より Minefield のコードネームが使われている。Geckoのバージョンは1.8.0。サポートは当初2007年4月24日で終了する予定であったが、同年6月まで延長された。Firefox 1.5.0.2以降のFirefox 1.5系列では、Windows 98 SE, Windows Me にインストールすると、正常にアンインストールできないバグがあることが知られている。
| バージョン | リリース日 (PDT/PST) | 備考 |
| ---------- | -------------------- | --- |
| 1.5        | 2005年11月29日       | 初版 |
| 1.5.0.1    | 2006年2月1日         | 安定性の向上、Mac OS X サポートの向上等                                                                     |
| 1.5.0.2    | 2006年4月13日        | 脆弱性の修正、安定性の向上。Intel Mac への正式対応                                                          |
| 1.5.0.3    | 2006年5月2日         | 脆弱性の修正                                                                                                |
| 1.5.0.4    | 2006年6月1日         | 脆弱性の修正、安定性の向上                                                                                  |
| 1.5.0.5    | 2006年7月27日        | 脆弱性の修正、安定性向上、フリジア語版の公開                                                                |
| 1.5.0.6    | 2006年8月2日         | Windows Mediaコンテンツの再生に関する不具合の修正                                                           |
| 1.5.0.7    | 2006年9月14日        | 脆弱性の修正、安定性の向上                                                                                  |
| 1.5.0.8    | 2006年11月7日        | 脆弱性の修正、安定性の向上                                                                                  |
| 1.5.0.9    | 2006年12月19日       | 脆弱性の修正、安定性の向上                                                                                  |
| 1.5.0.10   | 2007年2月23日        | 脆弱性の修正。ドイツ語版の Windows/Linux ビルドにおいて一部ファイルが読み取り専用属性になっていた問題の修正 |
| 1.5.0.11   | 2007年3月20日        | 脆弱性の修正。2.0.0.2/1.5.0.10 で発見された幾つかの問題の修正                                               |
| 1.5.0.12   | 2007年3月20日        | 脆弱性の修正                                                                                                |

## Firefox 2.0
コードネームはBon Echo（カナダ、オンタリオ州にある公園に由来）。Gecko のバージョンは1.8.1。初期の計画では9月19日に正式版がリリースされる予定と発表されていたが、さまざまな問題により約1ヶ月延期された。最終的に米国時間の10月24日に全世界で同時リリースされた。2008年12月をもってサポートが終了した。
なお、このFirefox 2.0はその拡張性の高さや「より使いやすく、より安全に、より快適に」というコンセプトに正面から取り組み、Internet Explorer独占状態に近かったウェブブラウザに新たな選択肢を与えたことなどが評価され、2007年度のグッドデザイン賞（コミュニケーションデザイン部門）を受賞している。
| バージョン | リリース日 (PDT/PST) | 備考 |
| ---------- | -------------------- | --- |
| 2.0        | 2006年10月24日       | 初版 |
| 2.0.0.1    | 2006年12月19日       | 脆弱性の修正、安定性の向上。制限はあるが Windows Vista に対応 |
| 2.0.0.2    | 2007年2月23日        | 脆弱性の修正、Windows Vista において安定性の向上 アフリカーンス語、ベラルーシ語、グルジア語、クルド語版のベータ版の追加 ドイツ語版の Linux ビルドにおいて一部ファイルが読み取り専用属性になっていた問題の修正 日本語、中国語、韓国語においてデフォルト検索エンジンが Google に変更 |
| 2.0.0.3    | 2007年3月20日        | 脆弱性の修正、2.0.0.2/1.5.0.10 で発見された幾つかの問題の修正 |
| 2.0.0.5    | 2007年7月17日        | 脆弱性の修正 |
| 2.0.0.6    | 2007年7月30日        | 脆弱性の修正、外部プログラムに渡される URI がエスケープされていない問題の修正 |
| 2.0.0.7    | 2007年9月18日        | 脆弱性の修正 |
| 2.0.0.8    | 2007年10月18日       | 脆弱性の修正。Mac OS X v10.5 のサポート。グルジア語版とルーマニア語版の追加 |
| 2.0.0.9    | 2007年11月1日        | Windows Vista における Java アプレットの動作に関するエラーの修正等、安定性の向上 |
| 2.0.0.10   | 2007年11月26日       | 脆弱性の修正 |
| 2.0.0.11   | 2007年11月30日       | 2.0.0.10 における canvas要素 に関するリグレッションの修正 |
| 2.0.0.12   | 2008年2月8日         | 脆弱性の修正 |
| 2.0.0.13   | 2008年4月16日        | 脆弱性の修正 |
| 2.0.0.14   | 2008年4月16日        | 脆弱性の修正 |
| 2.0.0.15   | 2008年7月1日         | 脆弱性の修正 |
| 2.0.0.16   | 2008年7月15日        | 脆弱性の修正 |
| 2.0.0.17   | 2008年9月24日        | 脆弱性の修正 |
| 2.0.0.18   | 2008年11月13日       | 脆弱性の修正、安定性の向上 |
| 2.0.0.19   | 2008年12月17日       | 脆弱性の修正 Google 側の仕様変更で、フィッシング詐欺対策機能が利用できなくなった |
| 2.0.0.20   | 2008年12月19日       | 2.0.0.19 において手違いで修正されていなかった脆弱性の修正 |

## Firefox 3.0
コードネームはGran Paradiso（イタリア北西部の国立公園に由来）。Gecko のバージョンは1.9.0。2010年3月をもってサポートが終了した。
Windows Me以前の Windows、Mac OS X v10.3以前のMac OSのサポートが終了した。
協定世界時の6月17日17時00分（米国東部夏時間で17日13時00分、日本時間で18日2時00分）に全世界で同時リリースされた。リリース日は "Firefox 3 Download Day" とされ、キャンペーンの一環としてギネス世界記録認定の「世界で最も24時間以内にダウンロードされたソフトウェア」に挑戦した。24時間で8,002,530件のダウンロードが行われ、2008年7月2日に世界記録として正式に認定された。
今回のバージョンからは、バージョン表記が4桁表示 "2.0.0.x" から、3桁表示 "3.0.x" に変更された。
| バージョン | リリース日 (PDT/PST) | 備考                                                           |
| ---------- | -------------------- | -------------------------------------------------------------- |
| 3.0        | 2008年6月17日        | 初版                                                           |
| 3.0.1      | 2008年7月16日        | 脆弱性の修正、安定性の向上                                     |
| 3.0.2      | 2008年9月24日        | 脆弱性の修正、安定性の向上                                     |
| 3.0.3      | 2008年9月27日        | 3.0.2 でパスワード情報の保存や読み出しができなくなる問題の修正 |
| 3.0.4      | 2008年11月13日       | 脆弱性の修正、安定性の向上                                     |
| 3.0.5      | 2008年12月17日       | 脆弱性の修正、安定性の向上                                     |
| 3.0.6      | 2009年2月3日         | 脆弱性の修正、安定性の向上                                     |
| 3.0.7      | 2009年3月5日         | 脆弱性の修正、安定性の向上                                     |
| 3.0.8      | 2009年3月27日        | 脆弱性の修正、安定性の向上                                     |
| 3.0.9      | 2009年4月21日        | 脆弱性の修正、安定性の向上                                     |
| 3.0.10     | 2009年4月27日        | 脆弱性の修正、安定性の向上、リグレッションの修正               |
| 3.0.11     | 2009年6月11日        | 脆弱性の修正、安定性の向上                                     |
| 3.0.12     | 2009年7月21日        | 脆弱性の修正、安定性の向上                                     |
| 3.0.13     | 2009年8月3日         | 脆弱性の修正                                                   |
| 3.0.14     | 2009年9月9日         | 脆弱性の修正                                                   |
| 3.0.15     | 2009年11月8日        | 脆弱性の修正                                                   |
| 3.0.16     | 2009年12月15日       | 脆弱性の修正                                                   |
| 3.0.17     | 2010年1月5日         | 脆弱性の修正                                                   |
| 3.0.18     | 2010年2月17日        | 脆弱性の修正                                                   |
| 3.0.19     | 2010年3月30日        | 脆弱性の修正                                                   |

## Firefox 3.5
コードネームはShiretoko（北海道東部にある知床国立公園に由来）。Gecko のバージョンは1.9.1。2011年4月をもってサポートが終了した。
Firefox 3.1としてリリースを予定していたが、2009年3月4日にFirefox 3.5としてリリースされることになった。Beta 3まではFirefox 3.1として、Beta 4以降はFirefox 3.5としてリリースされた。
- 主な新機能・変更点
プライベートブラウジングモード
表示したページの履歴やcookieが保存されず、また検索バーに入力した文字、パスワード、ダウンロードしたファイルの情報も保持されなくなるモード。
位置情報通知機能
ネット利用者のおおよそ位置をサイトに通知する機能。位置情報の通知は、ユーザーの許可において実施される。
TraceMonkey
JavaScriptエンジン。パフォーマンスと安定性が向上した。
Web Open Font Format
Mozillaも中心となって開発したダウンロード型のウェブ用フォント。
ロゴデザインの変更

| バージョン | リリース日 (PDT/PST) | 備考 |
| ---------- | -------------------- | --- |
| 3.5        | 2009年6月30日        | 初版 |
| 3.5.1      | 2009年7月16日        | 脆弱性の修正、安定性の向上。一部の Windows システム上で、Firefox の起動に時間がかかる問題の修正                                                                                         |
| 3.5.2      | 2009年8月3日         | 脆弱性の修正。ICC プロファイルを含む画像がすべてのモニターで正しく表示されるよう修正 |
| 3.5.3      | 2009年9月9日         | 脆弱性の修正、安定性の向上 |
| 3.5.4      | 2009年10月27日       | 安定性の向上、脆弱性の修正。クラッシュレポートの再送信を可能に、「最近の履歴を消去」を行った後、一部の TLS サイトで、再読み込みを行わないと画像やスタイルが読み込まれない問題を修正など |
| 3.5.5      | 2009年11月5日        | 安定性の向上 |
| 3.5.6      | 2009年12月15日       | 脆弱性の修正、安定性の向上 |
| 3.5.7      | 2010年1月5日         | 安定性の向上。メジャーアップデートの案内の表示方法が変更 |
| 3.5.8      | 2010年2月17日        | 脆弱性の修正 |
| 3.5.9      | 2010年3月30日        | 脆弱性の修正 |
| 3.5.10     | 2010年6月22日        | 脆弱性の修正 |
| 3.5.11     | 2010年7月21日        | 脆弱性の修正 |
| 3.5.12     | 2010年9月8日         | 脆弱性の修正、安定性の向上 |
| 3.5.13     | 2010年9月15日        | 脆弱性の修正 |
| 3.5.14     | 2010年10月19日       | 脆弱性の修正 |
| 3.5.15     | 2010年10月27日       | 脆弱性の修正 |
| 3.5.16     | 2010年12月9日        | 脆弱性の修正 |
| 3.5.17     | 2011年3月2日         | 脆弱性の修正 |
| 3.5.18     | 2011年3月21日        | 不正な SSL 証明書のブラックリストを更新 |
| 3.5.19     | 2011年4月28日        | 脆弱性の修正、安定性の向上 |

## Firefox 3.6
コードネームはNamoroka（マダガスカルにあるナモロカ国立公園に由来）。2010年1月21日に公開され、2012年4月23日をもってサポートが終了した。
第三者により公開されているプラグインのアップデートの確認が可能になった。簡単にテーマ変更できる軽量テーマのPersonasのサポート。旧バージョンでも動作はしていたが、このバージョンよりWindows 7を正式にサポートした。HTML5やCSS3などの仕様への対応も行われ、HTML5 File APIなどに新しく対応した。
Lorentz
コードネーム Lorentz（インドネシアのロレンツ国立公園に由来）と呼ぶFirefox 3.7が計画された。コードネーム Electrolysisと呼ぶプラグインのプロセス分離 (Out-of-Process plug-ins; OOPP)、続いてコンテンツ処理とユーザーインターフェイスのプロセス分離、その後にブラウザ タブのプロセス分離などが検討された。
後に計画は後退し、OOPPを除くすべての計画は白紙となり、成果を組み入れるタイミングは曲折があったものの、最終的に大幅な変更が必要であったMac OS X用を除き、Firefox 3.6.4で組み込まれた。Mac OS X版でのOOPP実装と、それ以外の計画は次のメジャーアップデートに持ち越された。
| バージョン  | リリース日 (PDT/PST) | 備考                                                                                       |
| ----------- | -------------------- | ------------------------------------------------------------------------------------------ |
| 3.6 Alpha 1 | 2009年8月7日         |                                                                                            |
| 3.6 Beta 1  | 2009年10月30日       | 初の Beta リリース。リリースまでに5つのベータ版、2つのリリース候補版がリリースされた。     |
| 3.6         | 2010年1月21日        | 初版。脆弱性の修正、安定性の向上                                                           |
| 3.6.2       | 2010年3月22日        | 脆弱性の修正、安定性の向上                                                                 |
| 3.6.3       | 2010年4月1日         | 脆弱性の修正                                                                               |
| 3.6.4       | 2010年6月22日        | 脆弱性の修正、安定性の向上 プラグインのプロセス分離機能の追加（Windows 版と Linux 版のみ） |
| 3.6.6       | 2010年6月26日        | プラグインのクラッシュ防止機能の修正、プラグイン終了前の応答待ち時間の延長                 |
| 3.6.7       | 2010年7月20日        | 脆弱性の修正、安定性の向上                                                                 |
| 3.6.8       | 2010年7月23日        | 脆弱性の修正、安定性の向上                                                                 |
| 3.6.9       | 2010年9月7日         | 脆弱性の修正、安定性の向上 HTTP レスポンス ヘッダー X-FRAME-OPTIONS に対応                 |
| 3.6.10      | 2010年9月15日        | 安定性の向上                                                                               |
| 3.6.11      | 2010年10月19日       | 脆弱性の修正、安定性の向上                                                                 |
| 3.6.12      | 2010年10月27日       | 脆弱性の修正                                                                               |
| 3.6.13      | 2010年12月9日        | 脆弱性の修正、安定性の向上                                                                 |
| 3.6.14      | 2011年3月1日         | 脆弱性の修正、安定性の向上                                                                 |
| 3.6.15      | 2011年3月4日         | バージョン 3.6.14 で幾つかの Java アプレットの読み込みができない問題の修正                 |
| 3.6.16      | 2011年3月22日        | 不正な SSL 証明書をブラックリストに追加                                                    |
| 3.6.17      | 2011年4月28日        | 脆弱性の修正、安定性の向上                                                                 |
| 3.6.18      | 2011年6月21日        | 脆弱性の修正、安定性の向上                                                                 |
| 3.6.19      | 2011年7月11日        | 安定性の向上                                                                               |
| 3.6.20      | 2011年8月16日        | 脆弱性の修正                                                                               |
| 3.6.21      | 2011年8月30日        | DigiNotar社のルート証明書を無効化                                                          |
| 3.6.22      | 2011年9月6日         | 証明書の信頼例外を削除                                                                     |
| 3.6.23      | 2011年9月27日        | 脆弱性の修正、安定性の向上                                                                 |
| 3.6.24      | 2011年11月8日        | 脆弱性の修正、安定性の向上                                                                 |
| 3.6.25      | 2011年12月20日       | 脆弱性の修正                                                                               |
| 3.6.26      | 2012年1月31日        | 脆弱性の修正                                                                               |
| 3.6.27      | 2012年2月16日        | 脆弱性の修正                                                                               |
| 3.6.28      | 2012年3月13日        | 脆弱性の修正、安定性の向上                                                                 |

## Firefox 4
コードネームはTumucumaque（ブラジルにあるトゥムクマケ国立公園に由来）。2011年3月22日にリリースされ、Firefox 5のリリースをもってサポートが終了した。
- 80言語以上にローカライズされた
- 新しいJavaScriptエンジン JägerMonkey（イェガーモンキー）を搭載した
- Do Not Track (DNT) ヘッダに対応した
- Firefox Syncを搭載した
- タブグループ (Panorama) が搭載された
- WebGL、HTML5フォームAPI 、音声データAPI、CSSトランジションに対応した

| バージョン | リリース日 (PDT/PST) | 備考 |
| ---------- | -------------------- | --- |
| 4.0a1      | 2010年2月10日        | 最初のアルファ版。暫定バージョン Firefox 3.7a1 として公開。最初のベータ版まで5つのアルファ版がリリースされた |
| 4.0 Beta 1 | 2010年7月6日         | 最初のベータ版。リリースまで12のベータ版と2つのリリース候補がリリースされた                                  |
| 4.0        | 2011年3月22日        | 正式版。RC2 がそのまま完成版となる                                                                           |
| 4.0.1      | 2011年4月28日        | 脆弱性の修正、安定性の向上                                                                                   |

## ラピッドリリース
Firefox 5からFirefox 45までは原則6週間ごと（例外はFirefox 6がFirefox 5から8週間後、Firefox 18がFirefox 17から7週間後）、2016年2月以降は6～8週間の幅をもたせた不規則なスケジュール、2019年以降は4週間ごと（例外はFirefox 89と90が前バージョンから6週間後、95・96・109が前バージョンから5週間後）のラピッドリリースである。
Firefox 5（およびMozilla Thunderbird 5）以降は、Firefox (Thunderbird) とGeckoのバージョン番号が統一されている。

### Firefox 5
2011年6月21日にリリースされ、 Firefox 6 のリリースをもってサポートが終了した。
- CSSアニメーションに対応した。
- バックグラウンドのタブで設定されている setTimeout と setInterval のタイマー間隔が、パフォーマンス向上のため 1000ms に固定された。

| バージョン   | リリース日 (PDT/PST)                         | 備考                                                  |
| ------------ | -------------------------------------------- | ----------------------------------------------------- |
| Aurora 5.0a2 | 2011年4月12日                                | 最初の Aurora リリース                                |
| 5.0 Beta 2   | 2011年5月20日 （オリジナル版 2011年5月17日） | 最初の Beta リリース、その後 Beta 7までリリースされた |
| 5.0          | 2011年6月21日                                | 正式版 リリース                                       |
| 5.0.1        | 2011年7月11日                                | いくつかの問題を修正                                  |

### Firefox 6
2011年8月16日にリリースされ、Firefox 7のリリースをもってサポートが終了した。
- データ管理ウィンドウ
- プラグインチェックつきのアドオンマネージャ
- オンデマンドのタブグループによる起動の高速化
- JavaScriptをテストできるスクラッチパッド
- Server-Sent Events
- WebSocket hybi-07 対応
- progress 要素
- window.matchMedia
- ロケーションバーのドメイン強調表示

| バージョン    | リリース日 (PDT/PST)                         | 備考                                                  |
| ------------- | -------------------------------------------- | ----------------------------------------------------- |
| Nightly 6.0a1 |                                              | 最初の Nightly リリース                               |
| Aurora 6.0a2  | 2011年5月27日 （オリジナル版 2011年5月24日） | 最初の Aurora リリース                                |
| 6.0 Beta 1    | 2011年7月5日                                 | 最初の Beta リリース、その後 Beta 5までリリースされた |
| 6.0           | 2011年8月16日                                | 正式版 リリース                                       |
| 6.0.1         | 2011年8月30日                                | 不正なSSL証明書に関する問題を修正                     |
| 6.0.2         | 2011年9月6日                                 | 証明書の信頼例外を削除                                |

### Firefox 7
2011年9月27日にリリースされ、 Firefox 8 のリリースをもってサポートが終了した。
- メモリ使用量の削減。ガベージコレクションの改善。
- レスポンス、起動時間、ページ読み込み時間などのパフォーマンスを向上
- ロケーションバーから http:// の表記を消す
- 起動の高速化
- サイトごとの保存先の記憶
- CSS3 Text-Overflow ellipsis
- フォントレンダリングの改良
- canvas要素のレンダリングに Windows 版（要Direct2D）で Azure を採用して、高速化
- WebSocket hybi-10 (Sec-WebSocket-Version 8) 対応[57]
- Firefox Sync 同期の高速化
- Navigation Timing
- Web コンソールの強化

| バージョン    | リリース日 (PDT/PST) | 備考                                                  |
| ------------- | -------------------- | ----------------------------------------------------- |
| Nightly 7.0a1 | 2011年5月25日        | 最初の Nightly リリース                               |
| Aurora 7.0a2  | 2011年7月6日         | 最初の Aurora リリース                                |
| 7.0 Beta 1    | 2011年8月18日        | 最初の Beta リリース、その後 Beta 6までリリースされた |
| 7.0           | 2011年9月27日        | 正式版 リリース                                       |
| 7.0.1         | 2011年9月29日        | 一部アドオンが表示されない問題を修正                  |

### Firefox 8
2011年11月8日にリリースされ、 Firefox 9 のリリースをもってサポートが終了した。
- アドオンの管理機能の強化、インストールされているアドオンの確認
- 起動時にタブの復元を行う場合、タブを選択するまで読み込まない設定ができるようになった
- タブドラッグ中のアニメーションの変更[注 1]
- デフォルトのサイトアイコンの変更
- menu要素 - コンテキストメニューを設定できる
- insertAdjacentHTML
- 未使用のメモリ領域、通称「ダークマター」の改善によるメモリ使用量の削減。audio要素やvideo要素はより少ないスレッド、メモリで動作するようになった
- クロスオリジン WebGL テクスチャ

| バージョン    | リリース日 (PDT/PST) | 備考                                                  |
| ------------- | -------------------- | ----------------------------------------------------- |
| Nightly 8.0a1 | 2011年7月6日         | 最初の Nightly リリース                               |
| Aurora 8.0a2  | 2011年8月19日        | 最初の Aurora リリース                                |
| 8.0 Beta 1    | 2011年9月29日        | 最初の Beta リリース、その後 Beta 6までリリースされた |
| 8.0           | 2011年11月8日        | 正式版 リリース                                       |
| 8.0.1         | 2011年11月21日       | 一部の環境でクラッシュする問題を修正                  |

### Firefox 9
2011年12月20日にリリースされ、 Firefox 10 のリリースをもってサポートが終了した。
- 型推論の導入により、JavaScript が8と比較して最大で45%高速化
- 「トラッキングの拒否」のための JavaScript のインターフェイス
- chunked XMLHttpRequest - XMLHttpRequest で受信中のデータの取得が可能になる
- Media Fragment URI
- HTML5 ビデオファイル再生 UI の改善
- CSS font-stretch, text-overflow の改善
- Mac OS X Lion でのテーマ統合, 2本指スワイプナビゲーション

| バージョン    | リリース日 (PDT/PST) | 備考                                                  |
| ------------- | -------------------- | ----------------------------------------------------- |
| Nightly 9.0a1 | 2011年8月20日        | 最初の Nightly リリース                               |
| Aurora 9.0a2  | 2011年9月28日        | 最初の Aurora リリース                                |
| 9.0 Beta 1    | 2011年11月10日       | 最初の Beta リリース、その後 Beta 6までリリースされた |
| 9.0           | 2011年12月20日       | 正式版 リリース                                       |
| 9.0.1         | 2011年12月21日       | Linux版、Mac版で異常終了する問題を修正                |

### Firefox 10 (ESR)
2012年1月31日にリリースされ、 Firefox 11 のリリースをもってサポートが終了した。法人向け延長サポート版 (ESR) は54週間にわたりサポートされ、Firefox 19のリリースをもって終了した。
- アドオンのバージョン互換性を柔軟に判断
- 「進む」ボタンを無効時に非表示
- HTML5 ビデオのスナップショットの保存、統計データ表示
- Firefox Sync のセットアップの容易化
- W3C Page Visiblity API
- createProcessingInstruction
- WebGL アンチエイリアシング
- CSS 3D トランスフォーム
- フルスクリーン API（mozRequestFullScreen, W3C Fullscreen API ベース）
- mouseenter, mouseleave イベント
- dataURL でも Web Worker を生成できるようになる
- Eclipse Orion の統合
- 開発者向けツール
  - コードエディタ
  - CSS 定規ビュー
  - ページ インスペクター/ハイライター
  - コンソール オブジェクト補完
  - スタイル インスペクター

| バージョン        | リリース日 (PDT/PST) | 備考 |
| ----------------- | -------------------- | --- |
| Nightly 10.0a1    | 2011年9月28日        | 最初の Nightly リリース |
| Aurora 10.0a2     | 2011年11月11日       | 最初の Aurora リリース |
| 10.0 Beta 1       | 2011年12月23日       | 最初の Beta リリース、その後 Beta 6までリリースされた |
| 10.0 ESR 10.0     | 2012年1月31日        | 正式版 リリース |
| 10.0.1 ESR 10.0.1 | 2012年2月10日        | 脆弱性の修正とJavaアプレット上で文字入力が無反応になる場合がある問題を修正 |
| 10.0.2 ESR 10.0.2 | 2012年2月16日        | 脆弱性の修正 |
| ESR 10.0.3        | 2012年3月13日        | 脆弱性の修正とWeb Workersがメモリを使い果たしてしまう場合がある問題を修正 |
| ESR 10.0.4        | 2012年4月24日        | 脆弱性の修正と延長サポート版でextensions.checkCompatibility.*の設定が期待通りに動作しない問題を修正、ソフトウェア更新時にwhatsnewページを表示しないよう変更                                                 |
| ESR 10.0.5        | 2012年6月5日         | 脆弱性の修正とMac OS X 10.5 で発生していたクラッシュを修正 |
| ESR 10.0.6        | 2012年7月17日        | 脆弱性の修正、安定性の向上。テキスト編集に関する矛盾点を修正 |
| ESR 10.0.7        | 2012年8月28日        | 脆弱性の修正、安定性の向上。 Contenteditable 要素中のリンクを中ボタンクリックで開けない問題を修正、network.automatic-ntlm-auth.trusted-uris 設定で NetBIOS 名を指定する際にワイルドカードが使えるように変更 |
| ESR 10.0.8        | 2012年10月9日        | 脆弱性の修正 |
| ESR 10.0.9        | 2012年10月12日       | 脆弱性の修正 |
| ESR 10.0.10       | 2012年10月26日       | 脆弱性の修正 |
| ESR 10.0.11       | 2012年11月20日       | 脆弱性の修正 |
| ESR 10.0.12       | 2013年1月8日         | 脆弱性の修正 |

### Firefox 11
2012年3月13日にリリースされ、 Firefox 12 のリリースをもってサポートが終了した。
- Firefox Syncでのアドオンの同期[83]
- Google Chromeからのデータインポート
- メディアファイルのUI改善
- アプリケーションキャッシュの削除
- 開発者向けツール
  - 3D DOM ビューア Tilt を統合
  - スタイルエディタ
- 「ObjShrink」による JavaScript メモリ使用量の削減[84]
- outerHTML
- バッテリーAPI
- IndexedDB にファイルの保存
- media 要素の loop 属性
- SPDY Draft 2（標準設定はオフ）
- WebSocket が Moz プリフィックスなしで利用可能。RFC 6455 対応。
- XMLHttpRequest Level 2 の HTML Parsing に対応

| バージョン     | リリース日 (PDT/PST) | 備考                                                  |
| -------------- | -------------------- | ----------------------------------------------------- |
| Nightly 11.0a1 | 2011年11月8日        | 最初の Nightly リリース                               |
| Aurora 11.0a2  | 2011年12月22日       | 最初の Aurora リリース                                |
| 11.0 Beta 1    | 2012年2月3日         | 最初の Beta リリース、その後 Beta 8までリリースされた |
| 11.0           | 2012年3月13日        | 正式版 リリース                                       |

### Firefox 12
2012年4月24日にリリースされ、 Firefox 13 のリリースをもってサポートが終了した。
- アップデート時におけるUACダイアログの省略
- HTML5のメディアコントローラの改良
- パフォーマンスの向上
  - 巨大なJavaScriptコードの分割実行
  - 画像読み込みの高速化
  - Mac版、Linux版でCanvasの描画速度を向上
- 空白のタブによく見るページを表示する機能の試験実装
- タブ一覧ボタンが通常非表示になる
- 起動時、選択されるまでアプリタブを読み込まないよう設定可能になった
- ページ内検索の強調表示を変更
- スペルチェック辞書の内容を取り消せるようになる
- ダウンロードマネージャにファイルのURLを入力することで直接そのファイルをダウンロード可能になる
- ECMAScript Harmony の Simple Maps and Sets の実装[88]
- ツールチップでの改行のサポート
- XMLHttpRequest でタイムアウトをミリセカンド単位で指定可能
- OS X 版のネイティブ動作モードが64bitに

| バージョン     | リリース日 (PDT/PST) | 備考                                                  |
| -------------- | -------------------- | ----------------------------------------------------- |
| Nightly 12.0a1 | 2011年12月20日       | 最初の Nightly リリース                               |
| Aurora 12.0a2  | 2012年2月3日         | 最初の Aurora リリース                                |
| 12.0 Beta 1    | 2012年3月16日        | 最初の Beta リリース、その後 Beta 6までリリースされた |
| 12.0           | 2012年4月24日        | 正式版 リリース                                       |

### Firefox 13
2012年6月5日にリリースされ、 Firefox 14 のリリースをもってサポートが終了した。Windows 版ではこのバージョンより Windows XP SP2 以上の対応となる。
- パフォーマンスの向上
  - 起動時、アクティブタブのみを読み込む機能が標準で有効化されるなど最適化を行うことで起動時間を短縮
  - Cycle Collector の改善によるメモリ解放の最適化
- スタートページのデザインの刷新
- SPDY がデフォルトで有効化され、 SPDY 2 に対応したページの読み込みが高速化される。
- 空白のタブによく見るページを表示する機能を導入。12と比較するとサムネイルが大きくなった。
- Firefox を初期状態にリセットが可能
- モバイル版で Mobile か Tablet かがつくようになった
- ECMAScript Harmony の for...of 構文

| バージョン     | リリース日 (PDT/PST) | 備考 |
| -------------- | -------------------- | --- |
| Nightly 13.0a1 | 2012年1月31日        | 最初の Nightly リリース |
| Aurora 13.0a2  | 2012年3月19日        | 最初の Aurora リリース |
| 13.0 Beta 1    | 2012年4月26日        | 最初の Beta リリース、その後 Beta 7までリリースされた |
| 13.0           | 2012年6月5日         | 正式版 リリース |
| 13.0.1         | 2012年6月15日        | 終了時に Flash 11.3 がクラッシュすることがある問題、ヘブライ語のテキストが正しく表示されない問題、Windows Messenger が Hotmail 内に読み込まれない問題と、受信トレイが自動更新されない問題を修正 |

### Firefox 14
2012年7月17日にリリースされ、 Firefox 15 のリリースをもってサポートが終了した。
- OS X 10.7 で、ネイティブフルスクリーン対応
- Pointer Lock API (Mouse Lock API) 対応
- Google での検索に https を利用
- 開発ツールで擬似クラスをより扱いやすくした
- JavaScript に Map, Set を追加
- クリックしない限り、 Flash が自動で実行されなくなる「click-to-play plugins」を実装[96]
- アドレスバーのファビコンをブロックし、代わりに SSL 証明書を使用しているかどうかがアイコン表示される[97]

| バージョン     | リリース日 (PDT/PST) | 備考                                                   |
| -------------- | -------------------- | ------------------------------------------------------ |
| Nightly 14.0a1 | 2012年3月13日        | 最初の Nightly リリース                                |
| Aurora 14.0a2  | 2012年4月27日        | 最初の Aurora リリース                                 |
| 14.0 Beta 6    | 2012年6月7日         | 最初の Beta リリース、その後 Beta 12までリリースされた |
| 14.0.1         | 2012年7月17日        | デスクトップ向け 正式版 リリース                       |

### Firefox 15
2012年8月28日にリリースされ、 Firefox 16.0 のリリースをもってサポートを終了する予定であったが、改めて Firefox 16.0.1 のリリースをもってサポートが終了した（後の項目に理由の記述あり）。
- これまでアドオンとして配布されていた PDF ビューア「 pdf.js」を内蔵（about:config による設定が必要）
- 設定画面をブラウザ内で表示可能にする「 In-content preferences」を実装（about:config による設定が必要）[101][102]
- バックグラウンドで自動更新するサイレントアップデートに対応 (Windows)
- SPDY v3 に対応
- WebGL 機能を改良
- アドオンのメモリ使用量を最適化（メモリリークの修正）
- 開発ツールに JavaScript デバッガを統合
- インスペクタに新しいレイアウトビューを追加
- 高精度イベントタイマーを実装
- CSS word-break プロパティを実装
- サイトのデスクトップ向けレイアウトとモバイル向けレイアウトを切り替えられるレスポンシブデザインツールを追加
- Opus 音声コーデックにネイティブ対応
- audio/video 要素の played 属性に対応
- source 要素の media 属性に対応
- タブキーで要素のフォーカス移動を繰り返すと、フォーカスリング（フォーカスの当たった要素の周りに表示される点線）が徐々に太くなる問題が解決

| バージョン     | リリース日 (PDT/PST) | 備考                                                  |
| -------------- | -------------------- | ----------------------------------------------------- |
| Nightly 15.0a1 | 2012年4月24日        | 最初の Nightly リリース                               |
| Aurora 15.0a2  | 2012年6月7日         | 最初の Aurora リリース                                |
| 15.0 Beta 1    | 2012年7月19日        | 最初の Beta リリース、その後 Beta 6までリリースされた |
| 15.0           | 2012年8月28日        | 正式版 リリース                                       |
| 15.0.1         | 2012年9月6日         | プライベートブラウジング機能の不具合を修正            |

### Firefox 16
2012年10月9日初版の Firefox 16.0 がリリースされたが、直後脆弱性が発見されたため公開が一時停止された。2012年10月11日改めて Firefox 16.0.1 がリリースされた。 Firefox 17.0 のリリースをもってサポートが終了した。 OS X 版ではこのバージョンより OS X Mountain Lion に正式対応するが、 OS X v10.6 Snow Leopard 以上の対応となる。 Windows 版ではこのバージョンより Windows 8 に対応する。
- OS X では VoiceOver の限定的なサポートが デフォルトで 有効になった
- Web アプリケーションサポート の初期実装
- JavaScript の応答性を向上
- 開発者ツールバーを搭載
- CSS3 Animations, Transitions, Transforms and Gradients のベンダー接頭辞が除外
- デジタル署名のハッシュアルゴリズムにて MD5 のサポート廃止
- Opus 音声コーデックがデフォルトで有効になった
- about:memory でタブ毎のメモリ使用量が確認できるようになった
- ユーザーエージェント文字列にメジャーバージョンだけを含めるようになった（例: 16.0.1 が登場しても、それからは 16.0 であるとしてサーバに通知される）

| バージョン     | リリース日 (PDT/PST) | 備考                                                   |
| -------------- | -------------------- | ------------------------------------------------------ |
| Nightly 16.0a1 | 2012年6月5日         | 最初の Nightly リリース                                |
| Aurora 16.0a2  | 2012年7月20日        | 最初の Aurora リリース                                 |
| 16.0 Beta 1    | 2012年8月30日        | 最初の Beta リリース、その後 Beta 6 までリリースされた |
| 16.0           | 2012年10月9日        | 正式版 リリース、しかし直後欠陥露呈により公開中止に    |
| 16.0.1         | 2012年10月11日       | 脆弱性を修正                                           |
| 16.0.2         | 2012年10月26日       | 脆弱性の修正                                           |

### Firefox 17 (ESR)
2012年11月20日にリリースされ、 Firefox 18 のリリースをもってサポートが終了した。法人向け延長サポート版 (ESR) は54週間にわたりサポートされ、Firefox 26のリリースをもって終了した。
- Facebook 等の SNS 用に Social API を実装
- 脆弱性がよく狙われるプラグインに対して Click to Play を実装

| バージョン        | リリース日 (PDT/PST) | 備考 |
| ----------------- | -------------------- | --- |
| Nightly 17.0a1    | 2012年7月17日        | 最初の Nightly リリース |
| Aurora 17.0a2     | 2012年8月31日        | 最初の Aurora リリース |
| 17.0 Beta 1       | 2012年10月11日       | 最初の Beta リリース、その後 Beta 6 までリリースされた                                                                                     |
| 17.0 ESR 17.0     | 2012年11月20日       | 正式版 リリース |
| 17.0.1 ESR 17.0.1 | 2012年11月30日       | Firefox 17.0 で発生したフォントのレンダリングに関する修正。 特定のウェブサイトで互換性問題があり、ユーザーエージェントの通知方法を差し戻し |
| ESR 17.0.2        | 2013年1月8日         | 脆弱性の修正、安定性の向上。脆弱性の知られているプラグインに対して有効になる Click to Play 機能が改良                                      |
| ESR 17.0.3        | 2013年2月19日        | 脆弱性の修正。Click to Play 機能の拡張 |
| ESR 17.0.4        | 2013年3月7日         | HTML エディタのメモリ解放後、その領域を利用して任意のコードが実行できる脆弱性を修正。                                                      |
| ESR 17.0.5        | 2013年4月2日         | 脆弱性の修正 |
| ESR 17.0.6        | 2013年5月14日        | 脆弱性の修正 |
| ESR 17.0.7        | 2013年6月25日        | 脆弱性の修正 |
| ESR 17.0.8        | 2013年8月6日         | 脆弱性の修正 |
| ESR 17.0.9        | 2013年9月17日        | 脆弱性の修正 |
| ESR 17.0.10       | 2013年10月29日       | 脆弱性の修正 |
| ESR 17.0.11       | 2013年11月15日       | 脆弱性の修正 |

### Firefox 18
2013年1月8日にリリースされ、 Firefox 19 のリリースをもってサポートが終了した。
- IonMonkey コンパイラによって JavaScript が更に高速化
- Mac OS X Lion 以降で Retina ディスプレイをサポート
- WebRTCの初期的サポート
- W3C の Touch イベントを実装
- HTTPS ページで安全でないコンテンツの読み込みを無効化

| バージョン     | リリース日 (PDT/PST) | 備考                                                     |
| -------------- | -------------------- | -------------------------------------------------------- |
| Nightly 18.0a1 | 2012年8月28日        | 最初の Nightly リリース                                  |
| Aurora 18.0a2  | 2012年10月12日       | 最初の Aurora リリース                                   |
| 18.0 Beta 1    | 2012年11月26日       | 最初の Beta リリース、その後 Beta 7 までリリースされた。 |
| 18.0           | 2013年1月8日         | 正式版 リリース                                          |
| 18.0.1         | 2013年1月18日        | 3件の問題の修正                                          |
| 18.0.2         | 2013年2月5日         | JavaScript 関係の安定性の問題を修正                      |

### Firefox 19
2013年2月19日にリリースされ、 Firefox 20 のリリースをもってサポートが終了した。
- PDF ビューアを組み込み
- Canvas 要素に描かれた画像を canvas.Blob を利用して出力可能になった
- 起動速度が向上
- WebGL 描画処理の問題を修正
- -private コマンドオプション付で起動した場合に、プライベートブラウジングモードではないという旨の誤ったメッセージが表示される問題を修正
- 高解像度モードの使用時に、ページをスクロールしてプラグインコンテンツの上半分が隠れる状態にするとプラグインの描画更新が停止することがある問題を修正

| バージョン     | リリース日 (PDT/PST) | 備考                                                                                  |
| -------------- | -------------------- | ------------------------------------------------------------------------------------- |
| Nightly 19.0a1 | 2012年10月9日        | 最初の Nightly リリース                                                               |
| Aurora 19.0a2  | 2012年10月26日       | 最初の Aurora リリース                                                                |
| 19.0 Beta 1    | 2013年1月10日        | 最初の Beta リリース、その後 Beta 6までリリースされた。                               |
| 19.0           | 2013年2月19日        | 正式版 リリース                                                                       |
| 19.0.1         | 2013年2月27日        | Windows 8 のみ、一部の AMD Radeon HD グラフィックスカードで不安定になる問題を修正。   |
| 19.0.2         | 2013年3月7日         | HTML エディタのメモリ解放後、その領域を利用して任意のコードが実行できる脆弱性を修正。 |

### Firefox 20
2013年4月2日にリリースされ、 Firefox 21 のリリースをもってサポートが終了した。
- ウィンドウ毎のプライベートブラウジングに対応
- ファイルダウンロードのユーザインターフェイスを刷新
- プラグインの応答がない場合にブラウザも一緒にフリーズすることなくプラグインを終了させられるようになった
- 新しい JavaScript プロファイラツールを搭載
- WebRTC の getUserMedia を実装し、 Web から端末のカメラやマイクを（ユーザの許可の下で）利用できるようになった

| バージョン     | リリース日 (PDT/PST) | 備考                                                         |
| -------------- | -------------------- | ------------------------------------------------------------ |
| Nightly 20.0a1 | 2012年11月20日       | 最初の Nightly リリース                                      |
| Aurora 20.0a2  | 2013年1月11日        | 最初の Aurora リリース                                       |
| 20.0 Beta 1    | 2013年2月22日        | 最初の Beta リリース、その後 Beta 7までリリースされた        |
| 20.0           | 2013年4月2日         | 正式版 リリース                                              |
| 20.0.1         | 2013年4月11日        | 脆弱性の修正。Windows 版: UNC パスの扱いに関する問題を修正。 |

### Firefox 21
2013年5月14日にリリースされ、 Firefox 22 のリリースをもってサポートが終了した。
- Do Not Track (DNT) のユーザインタフェースを改良
- アプリケーションの起動時間の短縮方法を必要に応じて提案するようになった
- Firefox ヘルスレポートが先行的に実装
- 新しいタブページにおいて、削除されたサムネイルを復元できるようになった
- SpiderMonkey から E4X サポートが削除
- リモートプロファイリングが実装
- アドオン SDK ローダと API ライブラリが Firefox に統合
- ファンクションキーを押した時に機能しないことがある問題を修正
- 閲覧履歴とダウンロード履歴の削除機能が統合

| バージョン     | リリース日 (PDT/PST) | 備考                                                  |
| -------------- | -------------------- | ----------------------------------------------------- |
| Nightly 21.0a1 | 2013年1月8日         | 最初の Nightly リリース                               |
| Aurora 21.0a2  | 2013年2月22日        | 最初の Aurora リリース                                |
| 21.0 Beta 1    | 2013年4月4日         | 最初の Beta リリース、その後 Beta 7までリリースされた |
| 21.0           | 2013年5月14日        | 正式版 リリース                                       |

### Firefox 22
2013年6月25日にリリースされ、 Firefox 23 のリリースをもってサポートが終了した。
- Windows のみ、画面のスケーリングオプションに従うようになり、高解像度のディスプレイにおいて文字をより大きく描画できるようになった
- OS X のみ、ドックアプリケーションアイコンにダウンロードの進行状況が表示されるようになった
- HTML5 の audio と video のプレイバックレート（再生速度）を変更できるようになった
- アドオンマネージャにソーシャルサービス（Facebook, mixi など）の管理機能が追加
- asm.js による最適化 (OdinMonkey) が利用できるようになり、パフォーマンスが向上
- Canvas が非同期に更新されるようになり、 WebGL の描画性能が向上
- テキストファイル表示時に、単語を折り返して表示するようになった
- セキュリティ向上のため、 Components オブジェクトを Web コンテントから参照不可になった
- 画像描画のメモリ使用量とスピードが向上
- 全画面表示以外でも、 Pointer Lock API を利用できるようになった
- CSS3 の Flexbox が実装され、デフォルトで利用できるようになった
- 新しい Web Notifications API が実装
- clipboardData API が追加、 JavaScript からユーザのクリップボードにアクセスできるようになった
- 新しいフォントインスペクタが組み込まれる
- <data> 要素と <time> 要素を利用できるようになった
- 高解像度スクロールに対応したタッチパッドでのスクロールが遅く感じられる問題を修正

| バージョン     | リリース日 (PDT/PST) | 備考                                                  |
| -------------- | -------------------- | ----------------------------------------------------- |
| Nightly 22.0a1 | 2013年2月19日        | 最初の Nightly リリース                               |
| Aurora 22.0a2  | 2013年4月5日         | 最初の Aurora リリース                                |
| 22.0 Beta 1    | 2013年5月16日        | 最初の Beta リリース、その後 Beta 6までリリースされた |
| 22.0           | 2013年6月25日        | 正式版 リリース                                       |

### Firefox 23
2013年8月6日にリリースされ、Firefox 24 のリリースをもってサポートが終了した。
- ロゴを新しい物に変更
- 混在コンテンツをブロックするように、これにより中間者攻撃や HTTPS 通信を利用するページの盗聴を防ぐことができる
- 開発ツールにオプションパネルが追加
- 「画像を自動的に読み込む」「 JavaScript を有効にする」「常にタブバーを表示する」のチェックボックスを環境設定から削除
- about:memory のインタフェースを改善
- アドオンのインストール通知インタフェースをシンプルに
- DXVA2 を利用して高速に H.264 のデコードできるようになった（Windows Vista 以降に限り利用可能）
- 利用する検索エンジンへの変更をブラウザ全体に対して行えるようになった
- コンテンツセキュリティポリシ (CSP) の文法と動作が標準に合わせたものへ変更
- <input type="file"> の描画を改善
- wrtc.org の音声リサンプラーを Speex の物と置き換え、また仮想 44000 Hz を削除
- 「画像を自動的に表示する」と「タブバーを常に表示する」のチェックボックスを設定から削除、またこの2つの設定は初期値に戻された
- HTML5 の <input type="range"> が実装
- キーボタン用の新しい ARIA ロールを利用することで、タッチインタフェース向けのページをよりアクセシブルにできるようになった
- ソーシャル API を利用してページを共有する機能が追加
- Web コンソールが更新
- text-decoration: blink; から点滅効果が削除、また blink 要素をサポートしなくなった
- 開発ツールにネットワークモニタが追加

| バージョン     | リリース日 (PDT/PST) | 備考 |
| -------------- | -------------------- | --- |
| Nightly 23.0a1 | 2013年4月2日         | 最初の Nightly リリース |
| Aurora 23.0a2  | 2013年5月17日        | 最初の Aurora リリース |
| 23.0 Beta 1    | 2013年6月27日        | 最初の Beta リリース、その後 Beta 10までリリースされた |
| 23.0           | 2013年8月6日         | 正式版 リリース |
| 23.0.1         | 2013年8月16日        | Windows Vista で H.264 エンコードされた動画を正しく再生できない問題を修正。プロファイルディレクトリのパスに ASCII 以外の文字が含まれているとスペルチェック機能が動作しない問題を修正。 WebRTC 利用時に音声へ雑音が入る問題を修正 |

### Firefox 24 (ESR)
2013年9月17日にリリースされ、 Firefox 25 のリリースをもってサポートが終了した。法人向け延長サポート版 (ESR) は54週間にわたりサポートされ、Firefox 33のリリースをもって終了した。
- Mac OS X 10.7 以降で採用された新しいスクロールバーをサポート
- 右側のタブを閉じる機能を実装
- ソーシャル：チャットウィンドウを切りはなして、移動できるようになった
- ピン留めされたタブがアクセシビリティ面で改善
- 証明書失効リスト機能を削除
- 新しいタブへの読み込み速度が向上
- 画像のタイリングとスケーリングに関してSVGの描画性能が大幅に向上
- Webコンソールを改善し、エラーコンソールを置き換え
- プロファイルディレクトリ、もしくはアプリーケーションディレクトリにあるシャーロックファイルをサポートしなくなった
- wrtc.org の音声リサンプラーを Speex のものと置き換え、仮想 44000 Hz を削除

| バージョン     | リリース日 (PDT/PST) | 備考                                                    |
| -------------- | -------------------- | ------------------------------------------------------- |
| Nightly 24.0a1 | 2013年4月2日         | 最初の Nightly リリース                                 |
| Aurora 24.0a2  | 2013年6月28日        | 最初の Aurora リリース                                  |
| 24.0 Beta 1    | 2013年8月8日         | 最初の Beta リリース、その後 Beta 10までリリースされた  |
| 24.0 ESR 24.0  | 2013年9月17日        | 正式版 リリース                                         |
| ESR 24.1.0     | 2013年10月29日       | 脆弱性の修正                                            |
| ESR 24.1.1     | 2013年11月15日       | NSPRを4.104.10.2に更新。NSSを3.15.3に更新。脆弱性の修正 |
| ESR 24.2.0     | 2013年12月10日       | 脆弱性の修正                                            |
| ESR 24.3.0     | 2014年2月4日         | 脆弱性の修正                                            |
| ESR 24.4.0     | 2014年3月18日        | 脆弱性の修正                                            |
| ESR 24.5.0     | 2014年4月29日        | 脆弱性の修正                                            |
| ESR 24.6.0     | 2014年6月10日        | 脆弱性の修正                                            |
| ESR 24.7.0     | 2014年7月22日        | 脆弱性の修正                                            |
| ESR 24.8.0     | 2014年9月2日         | 脆弱性の修正                                            |
| ESR 24.8.1     | 2014年9月24日        | 脆弱性の修正                                            |

### Firefox 25
2013年10月29日にリリースされ、 Firefox 26 のリリースをもってサポートが終了した。
- Web Audio をサポート
- 検索バーがタブ間で共有されなくなった。
- 前回起動時からひと月以上間が空いている場合、他のブラウザから履歴や設定を読み込むかどうかを尋ねるようになった。
- リセットしてもセッション情報が保持されるようになった。
- CSS3 の background-attachment:local が実装された。
- ECMAScript 6 の関数が多く実装された。
- iframe の srcdoc 属性に対する処理が実装され、インラインフレーム内に埋め込めるようになった。
- 新しくタブを開いたときにページのサムネイルが表示されない、もしくは空欄になる不具合を修正。

| バージョン     | リリース日 (PDT/PST) | 備考                                                                           |
| -------------- | -------------------- | ------------------------------------------------------------------------------ |
| Nightly 25.0a1 | 2013年6月24日        | 最初の Nightly リリース                                                        |
| Aurora 25.0a2  | 2013年8月5日         | 最初の Aurora リリース                                                         |
| 25.0 Beta 1    | 2013年9月19日        | 最初の Beta リリース、その後 Beta 12までリリースされた                         |
| 25.0           | 2013年10月29日       | 正式版 リリース                                                                |
| 25.0.1         | 2013年11月15日       | カーソルを動かさないとページが読み込まれない場合がある問題を修正。脆弱性の修正 |

### Firefox 26
2013年12月10日にリリースされ、 Firefox 27 のリリースをもってサポートが終了した。
- パスワードマネージャがスクリプトによって作られたパスワードフィールドに対応した
- 複数の CSP ポリシーに対応、これによりスペックにある enforce ポリシーと report-only ポリシーを利用できるようになった
- Java プラグインの起動にクリックが必要になった
- Math.ToFloat32 が、可能であればどのような値でも Float32 に変換するようになった
- appcache 利用時の通知がされないようになった
- CSS の image orientation 属性をサポートした
- Social API のソーシャルブックマーク機能が複数のソースシャルブックマークサービスに対応した
- IndexedDB が気軽に使えるようになり、利用時に通知を行う必要がなくなった。また、データは一時的なストレージエリア中のプールに保存され、LRU に従って転送されるようになった
- 画像単体の表示時に、JPEG 画像に含まれる EXIF 情報を利用して縦横を決めるようになった
- 表示されない画像をデコードしないようになったため、表示速度が向上した

| バージョン     | リリース日 (PDT/PST) | 備考                                                   |
| -------------- | -------------------- | ------------------------------------------------------ |
| Nightly 26.0a1 | 2013年8月5日         | 最初の Nightly リリース                                |
| Aurora 26.0a2  | 2013年9月20日        | 最初の Aurora リリース                                 |
| 26.0 Beta 1    | 2013年10月31日       | 最初の Beta リリース、その後 Beta 10までリリースされた |
| 26.0           | 2013年12月10日       | 正式版 リリース                                        |

### Firefox 27
2014年2月4日にリリースされ、 Firefox 28 のリリースをもってサポートが終了した。
- ソーシャルAPIが改良され、複数のサービスからの通知やチャットなどを同時に受けられるようになった
- TLS 1.1 (RFC 4346) と TLS 1.2 (RFC 5246) がデフォルトで有効になった
- SPDY 3.1をサポート
- 'all:unset' を利用してスタイルをリセットできるようになった
- JavaScriptデバッガが難読化されたコードを整形し直して表示できるようになった
- fieldset要素のoverflow属性が実装され、fieldset内でのスクロールが可能になった
- セキュリティ向上のため、iframeサンドボックスでallow-popupsディレクティブが利用できるようになった
- CSSのcursor属性値である-moz-grabと-moz-grabbingをベンダ接頭辞をつけなくても利用できるようになった
- SpiderMonkeyがECMAScript 6のgeneratorをサポート
- ECMAScript 6の関数 Math.hypot を利用できるようになった
- Canvasが破線をサポート
- Linux上でのコンテントレンダリングに Azure/Skia が利用できるようになった

| バージョン     | リリース日 (PDT/PST) | 備考 |
| -------------- | -------------------- | --- |
| Nightly 27.0a1 | 2013年10月29日       | 最初の Nightly リリース |
| Aurora 27.0a2  | 2013年11月1日        | 最初の Aurora リリース |
| 27.0 Beta 1    | 2013年12月12日       | 最初の Beta リリース、その後 Beta 9および リリース候補版までリリースされた                                                                 |
| 27.0           | 2014年2月4日         | 正式版 リリース |
| 27.0.1         | 2014年2月13日        | GreasemonkeyやClearTimeoutOrIntervalを利用するJavaScriptプログラムの安定性に関する問題を修正。JavaScriptの数学的な演算に関する不具合を修正 |

### Firefox 28
2014年3月18日にリリースされ、 Firefox 29 のリリースをもってサポートが終了した。
- VP9でエンコードされた動画を再生できるようになった
- Mac OS X: 通知センターがweb notificationsをサポート
- HTML5のvideo要素やaudio要素で音量を調節できるようになった
- Opusを利用したWebM動画を再生できるようになった
- spdy/3が実装された。これはspdy/2を利用できなくなったためであり、spdy/3に対応しないサーバとはhttp/1で通信を行う
- MathML 2.0のmathvariant属性が利用できるようになった
- バックグラウンドスレッドのハングアップが通知されるようになった
- multi-line flexboxが利用できるようになった

| バージョン     | リリース日 (PDT/PST) | 備考                                                                         |
| -------------- | -------------------- | ---------------------------------------------------------------------------- |
| Nightly 28.0a1 | 2013年10月29日       | 最初の Nightly リリース                                                      |
| Aurora 28.0a2  | 2013年12月13日       | 最初の Aurora リリース                                                       |
| 28.0 Beta 1    | 2014年2月6日         | 最初の Beta リリース、その後 Beta 9および リリース候補版までリリースされた。 |
| 28.0           | 2014年3月18日        | 正式版 リリース                                                              |

### Firefox 29
2014年4月29日にリリースされ、 Firefox 30 のリリースをもってサポートが終了した。
- カスタマイズモードが一新され、カスタマイズが容易になった
- メニューによく使われる機能がまとめられ、表示位置が右側に移動した
- ユーザインターフェースのデザインが一新され、Australis UIが導入された
- タブのデザインが滑らかなものに変更された。また、アクティブでないタブは目立たなく表示されるようになった
- 新機能を紹介するインタラクティブなツアーが用意された
- Firefox アカウントを作成することで Firefox Sync が設定されるようになった
- Gamepad API が利用できるようになった
- en-USロケールで使用されている場合、検索バーでの Yahoo 検索に HTTPS を利用するようになった
- マレー語 [ma] で利用できるようになった
- W3C Web Notification による通知をクリックすると、その通知を発行したページの表示されているタブへ切り替わるようになった
- 'box-sizing' がベンダ接頭辞なしで利用できるようになった
- Web Worker から Console オブジェクトを参照できるようになった
- Promises が標準的に利用できるようになった
- SharedWorker が標準的に利用できるようになった
- <input type=number> が利用できるようになった
- <input type=color> が利用できるようになった
- ECMAScript の国際化 API が利用できるようになった
- アドオンバーが削除され、アドオンバー上のコンテンツはナビゲーションバーへ移された
- URLSearchParamが実装された

| バージョン     | リリース日 (PDT/PST) | 備考 |
| -------------- | -------------------- | --- |
| Nightly 29.0a1 | 2013年12月10日       | 最初の Nightly リリース |
| Aurora 29.0a2  | 2014年2月7日         | 最初の Aurora リリース |
| 29.0 Beta 1    | 2014年3月20日        | 最初の Beta リリース、その後 Beta 9および リリース候補版までリリースされた |
| 29.0           | 2014年4月29日        | 正式版 リリース |
| 29.0.1         | 2014年5月9日         | pdf.js が白紙を印刷する問題を修正。Windows 8.1 でダークテーマを利用するとタブが見えなくなる問題を修正。sessionstore.js が破損している場合に生じるセッション復元処理の不具合を修正。標準では、ページの先読みをおこなわないようになった |

### Firefox 30
2014年6月10日にリリースされ、Firefox 31 のリリースをもってサポートが終了した。
- GStreamer 1.0 をサポート
- Mac OS: Command-E で選択している文字列をページ内検索欄にセットできる
- サイドバーボタンが実装された。これによりブックマークやソーシャル機能、履歴をより簡単に表示させられることが可能になった
- WebIDL で定義されたコンストラクタを Web ページ内で関数として利用できなくなった
- バンドルされているもの、およびホワイトリストに記載されているものを除き、プラグインの利用には設定が必要になった
- box-shadow に関する表示上の不具合を修正
- Web Audio 使用時の音量をウィンドウごとに変更できるようになった
- background-blend-mode が標準で利用できるようになった
- <input type="reset|button|submit"> に line-height が設定できるようになった
- EcmaScript 6 の機能である、配列の内包表記が利用できるようになった
- エラースタックに列番号が含まれるようになった
- Canvas のコンテキストオプションに alpha が指定できるようになった
- パスワードマネージャがパスワードの保存を尋ねる場合、autocomplete="off" を無視するようになった
- 型付き配列に属性を追加できなかった不具合を修正

| バージョン     | リリース日 (PDT/PST) | 備考                                                                       |
| -------------- | -------------------- | -------------------------------------------------------------------------- |
| Nightly 30.0a1 | 2014年2月4日         | 最初の Nightly リリース                                                    |
| Aurora 30.0a2  | 2014年3月21日        | 最初の Aurora リリース                                                     |
| 30.0 Beta 1    | 2014年5月1日         | 最初の Beta リリース、その後 Beta 9および リリース候補版までリリースされた |
| 30.0           | 2014年6月10日        | 正式版 リリース                                                            |

### Firefox 31 (ESR)
2014年7月22日にリリースされ、Firefox 32 のリリースをもってサポートが終了した。法人向け延長サポート版 (ESR) は54週間にわたりサポートされ、Firefox 40のリリースをもって終了した。
- 新しく開いたタブに検索欄が追加された
- mozilla::pkix が標準の証明書検証器となった
- ダウンロードされたファイル中のマルウェアがブロックされるようになった
- OpenType MATH table の一部分が実装された
- Windows: アプリケーションが設定されていない場合、Firefox が ogg ファイルがの再生および pdf ファイルの表示を行うようになった
- capability.policy.* を利用してサイト特有の許可設定を行う CAPS が削除された。checkloaduri は唯一の例外として、以前と同様、file:// URL からのロードの許可のために利用できる
- 日本語ロケール：検索エンジンに Bing が追加された
- WebVTT が実装され、利用できるようになった
- CSS variables が実装された
- 開発ツール：アドオンデバッガが利用できるようになった
- 開発ツール：Canvas デバッガが利用できるようになった
- Array.prototype.fill が利用できるようになった
- Object.setPrototypeOf が利用できるようになった
- CSP 1.1 の nonce-source と hash-source が標準で利用できるようになった
- 開発ツール：カラーピッカーにスポイトが追加された
- 開発ツール：表示されているボックスモデル中の数値を編集できるようになった
- 開発ツール：エディタにさまざまな機能が追加された
- 開発ツール：コンソールにスタックトレースが表示できるようになった
- 開発ツール：cURL 形式でコピーできるようになった
- 開発ツール：コンソールにログをスタイル付きで出力できるようになった
- navigator.sendBeacon が標準で利用できるようになった
- onbeforeunload イベントで生成されたダイアログが、ブラウザの他の部分へのアクセスをブロックしなくなった
- 部分的に選択されたリンクテキストを利用したコンテキストメニューからの検索に関する不具合を修正

| バージョン     | リリース日 (PDT/PST) | 備考 |
| -------------- | -------------------- | --- |
| Nightly 31.0a1 | 2014年3月18日        | 最初のNightly アルファ版 リリース |
| Aurora 31.0a2  | 2014年5月2日         | 最初の Aurora リリース |
| 31.0 Beta 1    | 2014年6月12日        | 最初の Beta リリース、その後 Beta 9および リリース候補版までリリースされた |
| 31.0 ESR 31.0  | 2014年7月22日        | 正式版 リリース |
| ESR 31.1.0     | 2014年9月2日         | 脆弱性の修正 |
| ESR 31.1.1     | 2014年9月24日        | 脆弱性の修正 |
| ESR 31.2.0     | 2014年10月14日       | mozilla::pkix の無効な証明書に関する不具合を修正。p < q の場合、RSA 秘密鍵のインポートに失敗する不具合を修正。脆弱性の修正 |
| ESR 31.3.0     | 2014年12月1日        | @ JS::Handle::operator JSObject* const& が起動時にクラッシュする不具合を修正。アドオンマネージャが断続的に mochitest（ブラウザテストの一種）に失敗する不具合を修正。Yosemite 上で mochitest を実行すると、Bad CPU type in executable と出力されテストに失敗する不具合を修正。Mac OS 10.10 で nsChildView.mm のビルドに失敗する不具合を修正。いくつかの x86 CPU で CPU の機能を誤って検出することがある不具合を修正。Yosemite 上のビルドエラーを修正。XMLHttpRequest.send({}) が送信されてしまう不具合を修正。脆弱性の修正 |
| ESR 31.4.0     | 2015年1月13日        | 脆弱性の修正 |
| ESR 31.5.0     | 2015年2月24日        | 脆弱性の修正 |
| ESR 31.5.2     | 2015年3月20日        | HP Zero Day Initiative's Pwn2Own contestにおいて明らかにされた脆弱性の修正 |
| ESR 31.5.3     | 2015年3月21日        | HP Zero Day Initiative's Pwn2Own contestにおいて明らかにされた脆弱性の修正 |
| ESR 31.6.0     | 2015年3月31日        | 脆弱性の修正 |
| ESR 31.7.0     | 2015年5月12日        | 脆弱性の修正 |
| ESR 31.8.0     | 2015年7月2日         | 脆弱性の修正 |

### Firefox 32
2014年9月2日にリリースされ、Firefox 33 のリリースをもってサポートが終了した。
- 新しい HTTP キャッシュ (v2) が標準で有効になった
- 世代別 GC が統合された
- 公開鍵のピンニングが有効になった
- パスワードマネージャでログインに関するメタデータを閲覧できるようになった
- 検索ツールバーに検索結果の件数が表示されるようになった
- 低地ソルブ語 [dsb] がサポートされた
- いくつかの 1024 bit ルート証明書が削除され無効になった
- パスワードマネージャとアドオンマネージャの性能が向上した
- drawFocusIfNeeded が標準で有効になった
- ECMAScript 6 の組み込みメソッドである、Array#copyWithin が実装された
- CSS: position:sticky が標準で利用できるようになった
- mix-blend-mode が標準で有効になった
- Array.from が実装された
- navigator.languages 属性と languagechange イベントが実装された
- Vibration API が W3C の最新仕様にあわせて更新された
- CSS: -moz-background-inline-policy が box-decoration-break に置き換えられた
- 開発ツールのユーザインタフェースが HiDPI をサポートした
- インスペクタのボタンが左上に移った
- マークアップビューでは、隠れたノードはそうでないものと異なるスタイルで表示されるようになった
- Web Audio エディタが利用できるようになった
- スクラッチパッドにコード補完機能とインラインでのドキュメント表示機能が追加された
- Mac OS X: ウィンドウがない場合に Cmd-L を押しても新しいウィンドウが開かれない問題が修正された
- MSIE10 で必要とされる KB2670838 を適用した Windows 7、もしくは Windows 8.1 で生じていたテキストの描画に関する不具合が修正された

| バージョン     | リリース日 (PDT/PST) | 備考 |
| -------------- | -------------------- | --- |
| Nightly 32.0a1 | 2014年4月29日        | 最初の Nightly リリース |
| Aurora 32.0a2  | 2014年6月13日        | 最初の Aurora リリース |
| 32.0 Beta 1    | 2014年7月24日        | 最初の Beta リリース、その後 Beta 9および リリース候補版までリリースされた |
| 32.0           | 2014年9月2日         | 正式版 リリース |
| 32.0.1         | 2014年9月12日        | 複数のグラフィックカードが利用できる環境化での安定性に関する問題を修正。SSL が利用されているサイトに対して、鍵のアイコンではなく混合コンテンツアイコンが表示される不具合を修正。WebRTC の setRemoteDescription を成功時のコールバックを指定せずに呼び出すと、エラーを出さずに失敗する不具合を修正。 |
| 32.0.2         | 2014年9月18日        | 必要とするファイルが破損していた場合、Firefox がアップデート時にクラッシュすることのある不具合を修正。 |
| 32.0.3         | 2014年9月24日        | 脆弱性の修正 |

### Firefox 33
2014年10月14日にリリースされ、Firefox 34 のリリースをもってサポートが終了した。
- Open H264 のサポート
- ロケーションバーでの検索体験の向上
- JavaScript の文字列処理が省メモリで高速になった
- スタートページ (about:home) および新規タブ (about:newtab) での検索にサジェスト機能がついた
- Windows: OMTC が標準で有効になった
- 新しい CSP (Content Security Policy) のバックエンドの実装
- HTTPS 経由で HTTP プロクシに接続できるようになった
- セッション復元機能の信頼度の向上
- アゼルバイジャン語 [az] の追加
- window.crypto 属性および関数の削除
- デバッガインタフェースのために、JSD (JavaScript Debugger Service) が削除された
- DOMMatrix インタフェースの実装
- CSS3 Counter Style 由来の @counter-style の実装
- 3次ベジェ曲線が編集できるようになった
- インスペクタでイベントリスナが設定されている要素が確認できるようになった
- @media サイドバーが追加され、スタイルシート中の @media 規則が表示されるようになった
- 開発ツール：再描画が確認できるようになった
- インスペクタで @keyframes が編集できるようになった
- スタイルインスペクタで Transform が可視化されるようになった
- HTTP1.1 の転送の中断が検知された際に、完了していないダウンロードが完了とマークされることがある不具合の修正

| バージョン     | リリース日 (PDT/PST) | 備考 |
| -------------- | -------------------- | --- |
| Nightly 33.0a1 | 2014年6月10日        | 最初の Nightly リリース |
| Aurora 33.0a2  | 2014年7月22日        | 最初の Aurora リリース |
| 33.0 Beta 1    | 2014年9月2日         | 最初の Beta リリース、その後 Beta 9および リリース候補版までリリースされた。 |
| 33.0           | 2014年10月14日       | 正式版 リリース |
| 33.0.1         | 2014年10月24日       | いくつかのグラフィックドライバにおいて、Firefox が起動時に黒画面を表示する不具合を修正。 |
| 33.0.2         | 2014年10月28日       | ハードウェアとドライバの組み合わせによって、起動時にクラッシュすることがある不具合を修正。 |
| 33.0.3         | 2014年11月6日        | OMTC が有効で、いくつかのグラフィックドライバを利用している場合に、黒画面が表示される問題を修正。いくつかのハードウェアとドライバが併用されている環境下で、起動時のクラッシュを引き起こす2つの問題を修正。 |
| 33.1           | 2014年11月10日       | Firefox 10周年記念。忘れるボタンの追加。タイルの拡張。プライバシーツアーの追加。DuckDuckGo を検索エンジンに追加。                                                                                          |
| 33.1.1         | 2014年11月14日       | 起動時にクラッシュすることがある不具合を修正。 |

### Firefox 34
2014年12月1日にリリースされ、Firefox 35 のリリースをもってサポートが終了した。
- ベラルーシ、カザフスタン、ロシアの各ロケールでデフォルトの検索エンジンが Yandex となった
- 検索バーが改善された（en-USのみ）
- リアルタイムコミュニケーションクライアントである Firefox Hello が搭載された
- カスタマイズモードでテーマを変更できるようになった
- Wikipedia を HTTPS 経由で安全に検索できるようになった（en-USのみ）
- HTTP/2(draft14) と ALPN が実装された
- Windows: 「Firefox は起動していますが応答しません」と表示するダイアログでロックされた Firefox を復帰させられるようになった
- SSLv3 が利用できなくなった
- window.crypto 属性および関数が再び利用できるようになった（なお同属性 / 関数は、Firefox 35 で削除される予定）
- Apple OS X version 2 で署名された
- ECMAScript 6 の WeakSet が実装された
- JavaScript Template String が実装された
- CSS3 の Font variant とカーニングなどのフォントの調整が実装された
- WebCrypto: RSA-OAEP、PBKDF2、AES-KW がサポートされた
- WebCrypto: wrapKey と unwrapKey が実装された
- WebCrypto: JWK 方式の鍵をインポート / エキスポートできるようになった
- DOM API の matches が実装された（以前 mozMatchesSelector と呼ばれていたもの）
- ワーカ向けに Performance.now が実装された
- WebCrypto: ECDH がサポートされた
- WebIDE: Web アプリがブラウザ上で開発できるようになった
- スタイルエディタやインスペクタのルールパネル上で選択されたセレクタにマッチするノードがハイライトされるようになった
- プロファイラのインタフェースが改善された
- console.table が実装された
- 同時に始まり、表示、位置、Overflow や同じ属性が変化する CSS transition が正常に開始されるようになった

| バージョン     | リリース日 (PDT/PST) | 備考                                                                        |
| -------------- | -------------------- | --------------------------------------------------------------------------- |
| Nightly 34.0a1 | 2014年7月22日        | 最初の Nightly リリース                                                     |
| Aurora 34.0a2  | 2014年9月2日         | 最初の Aurora リリース                                                      |
| 34.0 Beta 1    | 2014年10月16日       | 最初の Beta リリース、その後 Beta 11および リリース候補版までリリースされた |
| 34.0           | 2014年12月1日        | 正式版 リリース                                                             |
| 34.0.5         | 2014年12月1日        | 北米におけるデフォルトの検索エンジンが Yahoo! となった                      |

### Firefox 35
2015年1月13日にリリースされ、Firefox 36 のリリースをもってサポートが終了した。
- Firefox Hello が正式リリースされた
- 新しい検索インタフェースがより多くのロケールで利用可能になり、インタフェース自身も改善された
- Firefox Marketplace へメニューの「ツール」からアクセスできるようになった
- Mac OS X Snow Leopard (10.6) 以降では新しいネイティブ API 経由での H264 (MP4) の利用を組み込みでサポートした
- タイルレンダリングが Mac OS X版で実装された
- 高画質画像のリサイズ性能が向上した
- 動的なスタイル変更の処理の改善により、応答性が向上した
- HTTP 公開鍵ピンニングが実装された。暗号化通信を行うサーバの認証をより安全・確実に行えるようになった
- JavaScript の "let" の意味が変更された
- Resource Timing API が実装された
- CSS フィルタが標準で有効になった
- CSS Font Loading API がサポートされた
- ::before と ::after の擬似要素を調査できるようになった
- セレクタにマウスオーバーすることで、それにマッチする要素が強調表示されるようになった
- ネットワークモニタでリクエストとレスポンスのヘッダの表示方式が変更された
- WebGL の EXT_blend_minmax 拡張をサポートした
- インスペクタ中のコンテキストメニューに「DOM プロパティを表示」が追加された
- 拡大、もしくは縮小された画像に必要なリソースが減少した
- PDF.js がバージョン 1.0.907 に更新された
- HTTPS を利用しない XHR において、正しいステータスコードが返されるようになった

| バージョン                             | リリース日 (PDT/PST) | 備考 |
| -------------------------------------- | -------------------- | --- |
| Nightly 35.0a1                         | 2014年9月2日         | 最初の Nightly リリース |
| Aurora 35.0a2 Developer Edition 35.0a2 | 2014年10月17日       | 最初の Aurora リリース。2014年11月10日より名称を"Firefox Developer Edition"と変更 |
| 35.0 Beta 1                            | 2014年12月4日        | 最初の Beta リリース、その後 Beta 8および リリース候補版までリリースされた |
| 35.0                                   | 2015年1月13日        | 正式版 リリース |
| 35.0.1                                 | 2015年1月26日        | Enhanced Steam 拡張を利用している場合、Firefox がクラッシュすることがある不具合を修正、起動時のクラッシュを引き起こす可能性がある不具合を修正、エイリアスを使用している場合、ケルベロス認証が動作しない不具合を修正、SVG / CSS アニメーションによって生じた、openstreeetmap.org といったサイトのレンダリング上の不具合を修正、Godaddy webmail で Friefox がクラッシュすることがある不具合を修正、CSP により base 要素が削除された場合、document.baseURI の値が document.location の値へ変更されない不具合を修正、RTL が有効になった Firefox で、文字を選択できないことがある不具合を修正、ケースセンシティブなリソースの読み込みを考慮して、CSP の振る舞いを変更 |

### Firefox 36
2015年2月24日にリリースされ、Firefox 37 のリリースをもってサポートが終了した。
- 新規タブページでピン止めしたタイルを Firefox Sync で同期できるようになった
- HTTP/2 をサポート
- ウズベク語 [uz] がロケールに追加された
- -remote オプションが削除された
- 安全ではない RC4 暗号を受け付けなくなった
- 長さが 1024 bit の RSA暗号鍵を段階的に廃止することとなった
- 終了時に動作を停止した場合、プログラムを終了させる前にクラッシュレポータを表示させるようになった
- アドオンの互換性を損なう変更が行われた[226]
- ECMAScript 6 のデータ型である Symbol をサポート
- CSS の unicode-range が実装された
- CSSOM-View のスクロールが実装された
- object-fit と object-position が実装された
- CSS の isolation属性が実装された
- CSS3 の will-change 属性が実装された
- 'const' の意味が ECMAScript 6 の仕様を満たすように変更された
- ECMAScript 6 の generator のパフォーマンスが改善
- デバッガで Eval sources を利用できるようになった
- DOM Promise を調査できるようになった
- インスペクタ：HTML ツリー上での貼り付け方式が増えた
- CSS のグラデーションの計算がアルファ乗算済みの色空間上で行われるようになった
- Facebook や Google から意図せずログアウトされる不具合を修正

| バージョン               | リリース日 (PDT/PST) | 備考 |
| ------------------------ | -------------------- | --- |
| Nightly 36.0a1           | 2014年10月14日       | 最初の Nightly リリース |
| Developer Edition 36.0a2 | 2014年12月5日        | 最初の Developer Edition リリース |
| 36.0 Beta 1              | 2015年1月15日        | 最初の Beta リリース、その後 Beta 10および リリース候補版までリリースされた |
| 36.0                     | 2015年2月24日        | 正式版 リリース |
| 36.0.1                   | 2015年3月5日         | 名前解決を行う際に問い合わせ種別 ANY を利用しなくなった。EMET に起因して起動時にクラッシュことがある不具合を修正。Firefox を再起動するまで Hello が利用できなくなることがある不具合を修正。印刷設定が保存されないことがある不具合を修正。Hello の連絡先タブが表示されない場合がある不具合を修正。ホスト名にアンダースコア ("_") が含まれている場合、正しく処理が行われない場合があった不具合を修正。Canvas2d 利用時に WebGL が非常に多くのメモリを消費する場合があった不具合を修正。削除された -remote オプションが利用できるようになった。起動時にクラッシュする場合がある不具合を修正 |
| 36.0.3                   | 2015年3月20日        | HP Zero Day Initiative's Pwn2Own contestにおいて明らかにされた脆弱性の修正 |
| 36.0.4                   | 2015年3月21日        | HP Zero Day Initiative's Pwn2Own contestにおいて明らかにされた脆弱性の修正 |

### Firefox 37
2015年3月31日にリリースされ、Firefox 38 のリリースをもってサポートが終了した。
- Firefox へのレーティングとフィードバックを行うシステム Heartbeat が実装された
- Yandex がトルコ語でのデフォルト検索エンジンとなった
- Bing の検索に HTTPS を利用するようになった
- 証明書の集中的な廃止のために OneCRL がサポートされた
- HTTP/2 AltSvc をサポートするサーバに対して、日和見暗号を利用するようになった
- サイトの安全性のため、TLS の安全でないバージョンフォールバックが無効になった
- SSL のエラー報告が拡張され、証明書がない場合のエラーも報告されるようになった
- TLS False Start を利用するために、AEAD construction を利用する暗号スイートが必要となった
- 証明書と TLS において DSA がサポートされなくなった
- Windows での WebGL の描画パフォーマンスが向上した
- Media Source Extensions (MSE) API の一部分が実装され、Youtube のネイティブ HTML5 再生が可能になった（Windows 版のみ）
- CSS の display:contents に対応
- ワーカースレッドから IndexedDB へアクセスできるようになった
- WebRTC の SDP/JSEP 実装が新しくなった
- デスクトップ版Firefox、Chromeと Android 版Chrome およびiOS版Safari 上でデバッグするためのタブが利用できるようになった
- インスペクタにアニメーションパネルが追加された
- ネットワークパネルに新しいセキュリティパネルが追加された
- デバッガパネルが chrome:// と about:// の URI をサポート
- Web コンソールに弱い暗号が記録されるようになった

| バージョン               | リリース日 (PDT/PST) | 備考 |
| ------------------------ | -------------------- | --- |
| Nightly 37.0a1           | 2014年11月28日       | 最初の Nightly リリース |
| Developer Edition 37.0a2 | 2015年1月16日        | 最初の Developer Edition リリース |
| 37.0 Beta 1              | 2015年2月26日        | 最初の Beta リリース、その後 Beta 7および リリース候補版までリリースされた                                                                                |
| 37.0                     | 2015年3月31日        | 正式版 リリース |
| 37.0.1                   | 2015年4月3日         | HTTP/2 AltSvc を無効化。グラフィクス関連のハードウェアとサードパーティソフトウェアに起因して起動時のクラッシュする不具合を修正。脆弱性の修正              |
| 37.0.2                   | 2015年4月20日        | Google マップの描画が正しく行われない場合がある不具合を修正。グラフィックス用のハードウェアとその機能を選択がより安定して行えるようになった。脆弱性の修正 |

### Firefox 38 (ESR)
2015年5月12日にリリースされ、Firefox 39 のリリースをもってサポートが終了した。法人向け延長サポート版 (ESR) は54週間にわたりサポートされ、Firefox 47のリリースをもって終了した。
- 設定画面が新しくなり、タブを用いたものになった
- ルビをサポート
- ユーザ名及びパスワード用のフィールドでは、autocomplete=off が無効となった
- URL パーサが URL のフラグメント部分への設定時のパーセントエンコード、および URL の仕様に従って文字列からフラグメント部分を取得する場合のパーセントデコードを行わなくなった
- RegExp.prototype.source が、空の正規表現に対して "(?:)" を返すようになった
- speculative connection warmup によってページのロード時間が短くなった
- Web Workers から WebSocket が利用できるようになった
- BroadcastChannel API が実装された
- srcset 属性と picture 要素が実装され、レスポンシブ・イメージが利用できるようになった
- DOM3 イベントの KeyboardEvent.code が実装された
- Mac OS X：Media Source Extensions (MSE) API の一部分が実装され、Youtube のネイティブ HTML5 再生が可能になった
- Encrypted Media Extensions (EME) API が実装され、暗号化された動画や音声を再生できるようになった
- EME を利用して DRM コンテンツを再生するために、Adobe Primetime Content Decryption Module (CDM) が自動的にダウンロードされる
- 最適化によって削除される変数が、デバッガから確認できるようになった
- XMLHttpRequest のログが視覚的にラベルづけされてWeb コンソールに表示されるようになった。また、通信ログから XMLHttpRequest のみを抜き出すことが可能になった
- WebRTC で複数ストリームの利用と、再ネゴシエーションがサポートされた
- コンソールで copy コマンドが利用できるようになった

| バージョン               | リリース日 (PDT/PST) | 備考 |
| ------------------------ | -------------------- | --- |
| Nightly 38.0a1           | 2015年1月12日        | 最初の Nightly リリース |
| Developer Edition 38.0a2 | 2015年2月27日        | 最初の Developer Edition リリース |
| 38.0 Beta 1              | 2015年4月3日         | 最初の Beta リリース |
| 38.0 ESR 38.0            | 2015年5月12日        | 正式版 リリース |
| 38.0.1 ESR 38.0.1        | 2015年5月14日        | グラフィックスカードに NVidia Optimus の第 1 世代のものを利用している場合、起動時にクラッシュする不具合を修正。Google Chrome から Cookie をインポートしている場合、サイトが正しく表示されない場合があった不具合を修正。アニメーションするサイズの大きい画像を表示する場合、その再生や他の画像のロードが停止することがある不具合を修正。CiscoSpark のネイティブクライアントから送信された WebRTC の H264 ビデオストリームが、正しくデコードされない不具合を修正（Firefox ESR 38.0.1 での修正。Firefox 38.0 では修正済み） |
| 38.0.5                   | 2015年6月2日         | Pocketを統合。リーダーモードの追加。アクティブなタブ、もしくはウィンドウを Hello の通話で共有できるようになった。タブ切り替え時に発生する競合によって、Firefox の描画が停止することがある不具合を修正。Windows 7 に組み込みの VGA ドライバ使用時に発生するパフォーマンス上の不具合を修正 |
| ESR 38.1.0               | 2015年7月2日         | Windows 10 のテーマをサポート。Yandex Elements 拡張をインストールした状態で、about:memory を利用してメモリ使用量の測定する際にクラッシュすることがある不具合を修正。「別名でリンク先を保存」が 302 リダイレクトされる対象で動作しないことがある不具合を修正。Windows 7 組み込み VGA ドライバを利用した際の描画性能が向上。プライベートブラウジングモードで、target 属性の値が "_blank" となっているリンクが、新しいウインドウで開かない不具合を修正。getUserMedia を利用した際に、カメラのライトが点灯するも動画を受け取れないことがある不具合を修正。Java プラグインが Firefox のプロクシ設定を読み取れない不具合を修正。脆弱性の修正                   |
| ESR 38.1.1               | 2015年8月6日         | 脆弱性の修正 |
| ESR 38.2.0               | 2015年8月11日        | Windows 8 において、Flash コンテンツの上で右クリック後に Firefox が応答しなくなることがある不具合を修正。mp4 ビデオを再生中にクラッシュすることがある不具合を修正。Firefox アプリがリンクを、システムの標準アプリで開かない不具合を修正。GreaseMonkey アドオンの深刻なメモリリークを修正。ブラウザ終了時に発生することがある、 [@ RtlEnterCriticalSection \| MessageLoop::PostTask_Helper] によるクラッシュを修正。Unity Web Player プラグインの利用時に、Firefox が応答しなくなることがある不具合を修正。ESR は hppa プラットフォーム上でビルドできなくなった。mozilla::layers::SyncObjectD3D11::FinalizeFrame に起因するクラッシュを修正。脆弱性の修正 |
| ESR 38.2.1               | 2015年8月27日        | 脆弱性の修正 |
| ESR 38.3.0               | 2015年9月22日        | 脆弱性の修正 |
| ESR 38.4.0               | 2015年11月3日        | 脆弱性の修正 |
| ESR 38.5.0               | 2015年12月15日       | 脆弱性の修正 |
| ESR 38.5.1               | 2015年12月21日       | Microsoft の新しい署名要件に合わせるため、SHA-256 で署名された証明書へ切り替えるための準備（Windows版） |
| ESR 38.5.2               | 2015年12月22日       | Microsoft の新しい署名要件に合わせるため、SHA-256 で署名された証明書を用意した（Windows版） |
| ESR 38.6.0               | 2016年1月26日        | 脆弱性の修正 |
| ESR 38.6.1               | 2016年2月11日        | 脆弱性の修正（graphite2 ライブラリを最新版に更新） |
| ESR 38.7.0               | 2016年3月8日         | 脆弱性の修正 |
| ESR 38.7.1               | 2016年3月16日        | 履歴から開いた時に誤った URL がロケーションバーに表示される問題を修正。Graphiteライブラリの無効化 |
| ESR 38.8.0               | 2016年4月26日        | 脆弱性の修正 |

### Firefox 39
2015年7月2日にリリースされ、Firefox 40 のリリースをもってサポートが終了した。
- Hello の通話の URL を SNS にシェアできるようになった
- Silk プロジェクト：アニメーションとスクロールがより滑らかになった (Mac OS X)
- Web アクセシビリティ: ARIA 1.1 の 'switch' ロールをサポート
- セーフブラウジング機能のうち、ファイルダウンロード時のマルウェアからの保護が有効になった（Mac OS X と Linux）
- Unicode 8.0 の肌色絵文字をサポート
- 安全でない SSLv3 通信のサポートを終了
- ダウンロードファイルに対するマルウェアの検知機能が、Mac の標準的なファイル形式に対応
- 破線の描画スピードが向上 (Mac OS X)
- List-style-typeの値に文字列が指定できるようになった
- CSS トランジションとアニメーションのカスケーディングが、現在の仕様のものになった
- Fetch API が有効になり、Dedicated / Shared / Service の各 Web Worker のネットワーク通信に利用できるようになった
- <link rel="preconnect"> が実装され、通信の可能性をブラウザに示すことが可能になった
- CSS Scroll Snap Points をサポート
- DOM インスペクタで、ノードをドラッグ & ドロップで移動できるようになった
- Web コンソールの履歴が、ツールボックスを閉じた後も保存されるようになった
- 3 次ベジェツールチップが、CSS アニメーションで利用できるタイミング関数を一覧表示するようになった
- オフライン時に、localhost への WebSocket 通信ができるようになった
- IPv6 の IPv4 へのフォールバック性能が向上
- ダウンロード中に HTTP 1.1 での転送が切断されたことを検知すると、ダウンロードが完了したと表示されることがある不具合を修正
- セキュリティ状態の表示が、以前に表示していたページに起因するコンテンツのロードを無視するようになった
- Hello の通話ウィンドウが表示されないことがある不具合を修正
- NSS を 3.19.2 に更新

| バージョン               | リリース日 (PDT/PST) | 備考                              |
| ------------------------ | -------------------- | --------------------------------- |
| Nightly 39.0a1           | 2015年2月23          | 最初の Nightly リリース           |
| Developer Edition 39.0a2 | 2015年4月3日         | 最初の Developer Edition リリース |
| 39.0 Beta 1              | 2015年5月26日        | 最初の Beta リリース              |
| 39.0                     | 2015年7月2日         | 正式版 リリース                   |
| 39.0.3                   | 2015年8月6日         | 脆弱性の修正                      |

### Firefox 40
2015年8月11日にリリースされ、Firefox 41 のリリースをもってサポートが終了した。
- Windows 10 をサポート
- 望ましくない可能性のあるソフトウェアに対するダウンロードの保護を行うようになった
- タイルのサジェスト機能が実装された
- Hello の通話を始める際にサイトの URL を追加して、参加者へ話題や文脈を提供できるようになった
- アドオンマネージャのデザインが変更され、設定画面を同じウィンドウ内で表示するようになった
- GNU/Linux：非同期アニメーションにより、CSS アニメーションがよりスムーズかつ信頼性の高いものとなった
- グラフィックブロックリストが改善され、Firefox のバージョンを範囲で指定できるようになった
- Mozilla によって署名されていないアドオンに対して警告が表示されるようになった
- 初期化を非同期に行うことにより、NPAPI プラグインの性能が向上した
- Windows：ハードウェア vsync を利用することによりアニメーションとスクロールがより滑らかになった
- JPEG 画像を拡大 / 縮小した際のメモリ使用量が少なくなり、描画が高速になった
- HTTP認証が必要な、画像やスクリプトといった、ページを構成する副次的な要素に対して認証用ダイアログを表示しなくなった
- 標準では、IndexedDB のトランザクションが永続的ではなくなった
- AudioBufferSourceNode の detune 属性が実装され、再生音を cent で調整できるようになった
- 開発ツール内のパフォーマンスツールが改善され、ウォーターフォールビュー、コールツリービュー、フレームチャートビューが利用できるようになった
- ツールチップから CSS フィルタの値を調整できるようになった
- SharedWorker と ServiceWorker からのコンソール API を利用したメッセージが、Web コンソールに出力されるようになった
- ルーラーとハイライトツールが更新され、ルールとハイライトの表示がより軽くなった
- Inspector でフレームをまたいだ検索が行えるようになった
- カンナダ語の文が組み込みの PDF ビューワで正しく表示されない不具合を修正
- ページ読み込み中のアイコンが緑色から青色に変更された

| バージョン               | リリース日 (PDT/PST) | 備考 |
| ------------------------ | -------------------- | --- |
| Nightly 40.0a1           | 2015年3月30日        | 最初の Nightly リリース |
| Developer Edition 40.0a2 | 2015年5月15日        | 最初の Developer Edition リリース |
| 40.0 Beta 1              | 2015年7月3日         | 最初の Beta リリース |
| 40.0                     | 2015年8月11日        | 正式版 リリース |
| 40.0.2                   | 2015年8月13日        | Windows 10 で設定ダイアログを開く API を有効にした mozalloc.lib が xulrunner に含まれていなかった不具合を修正 ハードウェアとデバイスドライバの組み合わせによっては生じる、起動時にクラッシュする不具合を修正。 |
| 40.0.3                   | 2015年8月27日        | プラグインの非同期初期化を無効にした GStreamer に関する実装でセグメンテーションフォールトが発生する不具合を修正 DisplayLink を使用している場合、起動時にクラッシュすることがある不具合を修正 input 要素での日本語フォントに関する不具合を修正 いくつかのサイトで、マウスによるコンボボックス中の要素選択が動作しない不具合を修正 いくつかの検索エンジンからパートナーコードが削除されていた不具合を修正 脆弱性の修正 |

### Firefox 41
2015年9月22日にリリースされ、Firefox 42 のリリースをもってサポートが終了した。
- TSF (Text Services Framework) の利用により、Windows Vista 以降での IME サポートが向上
- Firefox アカウントのプロフィールに写真を設定できるようになった
- Firefox Hello にインスタントメッセージ機能が追加された
- SVG 画像が favicon として利用できるようになった
- box-shadow の描画がより高速になった
- WebRTC の利用には、PFS (Perfect Forward Security) が必須となった
- Windows 7 において、WARP が無効になった
- 画像のデコードがより高速になった
- 'transform' や 'opacity' を利用するアニメーションの、コンポジッタースレッドでの実行が有効になった
- MessageChannel と MessagePort API が標準で利用できるようになった
- SVG 要素の transform-origin 属性が実装された
- CSS Font Loading API が標準で利用できるようになった
- Navigator.onLine で、実際の接続状況を取得できるようになった（Windows と Mac OS X のみ）
- document.execCommand("cut") / document.execCommand("copy") を利用して、Web コンテンツのコピーとカットができるようになった
- Cache API が実装され、window / Worker / ServiceWorker から名前付きキャッシュに対する問い合わせができるようになった
- バイナリ XPCOM コンポーネントをサポートしなくなった
- ネットワークリクエストを HAR 形式でエクスポートできるようになった
- インスペクタに CSS ルールを追加するボタンが追加された
- マークアップビューで選択した要素のスクリーンショットを撮ることができるようになった
- インスペクタで、CSS のルール宣言をコピーできるようになった
- インスペクタに擬似要素パネルが追加された
- リサイズやビューポートの変更時に picture 要素が追随しない不具合を修正

| バージョン               | リリース日 (PDT/PST) | 備考 |
| ------------------------ | -------------------- | --- |
| Nightly 41.0a1           | 2015年5月11日        | 最初の Nightly リリース |
| Developer Edition 41.0a2 | 2015年7月4日         | 最初の Developer Edition リリース |
| 41.0 Beta 1              | 2015年8月12日        | 最初の Beta リリース |
| 41.0                     | 2015年9月22日        | 正式版 リリース |
| 41.0.1                   | 2015年9月30日        | Yandex ツールバーと Adbrock Plus に関連した、起動時のクラッシュを修正 Flash プラグイン利用時に起きる可能性のあったハングアップを修正 ブックマーク作成に関する不具合を修正 いくつかの Intel メディアアクセラレータ 3150 グラフィックスカードを利用している場合に発生する、起動時のクラッシュを修正 Facebook 利用時に時折発生するグラフィックスの不具合を修正 |
| 41.0.2                   | 2015年10月15日       | 脆弱性の修正 |

### Firefox 42
2015年11月3日にリリースされ、Firefox 43 のリリースをもってサポートが終了した。Windows用のFirefox 64bit版リリースチャンネルのビルドが初めて公開された。
- トラッキング保護つきプライベートブラウジングが実装され、サイト間で行動を追跡する要素をブロックできるようになった
- サイトのセキュリティと、プライバシーのコントロールを行うコントロールセンターが追加された
- パスワードマネージャが以下の点で改良された
  - ユーザ名とパスワードの保存タイミングの検出方式が改良された
  - コンテキストメニューからパスワードを入力できるようになった
  - Windows 版の Chrome もしくは IE からパスワードをいつでもインポートできるようになった
- WebRTC に関する以下項目が改良された
  - IPv6 をサポート
  - ICE 候補の生成と、サイトからの IP 取得に関する設定が行えるようになった
  - アドオン開発のために、allow / deny と createOffer / Answer へフックポイントが作成された
  - getUserMedia で使用されているデバイスへの、アプリケーションからの監視と制御が向上
- 音声を再生しているタブにアイコンが表示されるようになった。そのアイコンをクリックすることで、音声をミュートできる
- スタイルの変更を多用するサイトのパフォーマンスが向上
- ES6 の Reflect が実装された
- ImageBitmap と createImageBitmap が実装された
- HTML5 の video むけ Media Source Extension が全てのサイトで利用できるようになった
- HTML のソースをタブに表示できるようになった
- WiFi 経由でのリモートデバッグが可能になった。これにより USB ケーブルの接続や、ADB のインストールをすることなく、リモートデバッグができるようになった
- 非同期呼び出しのコールスタックが表示されるようになった。これにより setTimeout や、DOM イベントハンドラ、Promise のハンドラの処理を追いやすくなった
- Web IDE で Firefox OS シミュレータのシミュレートするデバイスを設定できるようになった。これにより様々なスマートフォン、タブレット、TV をシミュレートできるようになった
- CSS フィルタをプリセットできるようになった
- CSS フィルタツールチップ内で、フィルタのプリセットを保存できるようになった

| バージョン               | リリース日 (PDT/PST) | 備考                              |
| ------------------------ | -------------------- | --------------------------------- |
| Nightly 42.0a1           | 2015年6月29日        | 最初の Nightly リリース           |
| Developer Edition 42.0a2 | 2015年8月14日        | 最初の Developer Edition リリース |
| 42.0 Beta 1              | 2015年9月23日        | 最初の Beta リリース              |
| 42.0                     | 2015年11月3日        | 正式版 リリース                   |

### Firefox 43
2015年12月15日にリリースされ、Firefox 44 のリリースをもってサポートが終了した。
- プライベートブラウジングのトラッキングプロテクションで利用するブロックリストに 2 つ目のリストが追加され、利用するリストを選択できるようになった
- m4v 形式の動画再生に関する API のサポートを向上
- 64 bit Windows 版がリリース
- URL バーに表示する検索候補を選択できるようになった
- Windows 8 以降で、スクリーン上にタッチキーボードを自動的に表示するようになった
- Firefox ヘルスレポートが、テレメトリーと同じデータ収集機構を利用するように変更された
- 擬似要素を固定的に表示できるようになった
- ツールボックスにフォーカスがある場合、F1 キーで設定を開けるようになった
- 要素選択時のコンテキストメニューから「コンソールで利用」を選択すると、その要素を変数から参照できるようになった
- ルールビュー中でオーバライドされた属性の横に表示される検索ボタンをクリックすることで、類似する属性を検索できるようになった
- ルールビューで表示されるルールを、属性名で絞り込めるようになった
- 例外発生時に、コンソールでスタックトレースを表示するようになった
- サーバサイドのログをコンソールで表示できるようになった
- 開発ツールバーでスクリーンショットを取得する際に、解像度を指定できるようになった
- サブリソースの一貫性保持機能により、開発者は自身のサイトをより安全にできるようになった
- hyphens 属性が接頭辞なしで利用できるようになった
- WebIDE がサイドバーつき UI に変更された
- transform-origin 属性が SVG の要素に対して利用できるようになった
- アニメーションインスペクタが、アニメーションをタイムライン表示できるようになった
- シングルプロセスモードでは、NPAPI を利用するプラグインを利用できなくなった
- スポイトツールが、ページ拡大時に期待通りに動作しない問題を修正

| バージョン               | リリース日 (PDT/PST) | 備考 |
| ------------------------ | -------------------- | --- |
| Nightly 43.0a1           | 2015年8月10日        | 最初の Nightly リリース |
| Developer Edition 43.0a2 | 2015年9月22日        | 最初の Developer Edition リリース |
| 43.0 Beta 1              | 2015年11月3日        | 最初の Beta リリース |
| 43.0                     | 2015年12月15日       | 正式版 リリース |
| 43.0.1                   | 2015年12月18日       | Microsoft の新しい署名要件に合わせるため、SHA-256 で署名された証明書へ切り替えるための準備（Windows版） |
| 43.0.2                   | 2015年12月22日       | 脆弱性の修正 Microsoft の新しい署名要件に合わせるため、SHA-256 で署名された証明書を使用するようになった（Windows版） |
| 43.0.3                   | 2015年12月28日       | Nvidia の Network Access Manager を利用している際に発生するネットワークに関する不具合を修正 Windows の設定によっては、Youtube のいくつかの動画のデコードパフォーマンスが向上。                                                                                            |
| 43.0.4                   | 2016年1月6日         | サードパーティ製のアンチウィルスソフトを利用している場合、Firefox が起動時にクラッシュすることがある不具合を修正。マルチユーザで利用する GNU/Linux において、ユーザごとにダウンロードフォルダを作成できるようになった。SHA-1 を利用する証明書を再び受理するようになった。 |

### Firefox 44
2016年1月26日にリリースされ、Firefox 45 のリリースをもってサポートが終了した。
- 証明書がエラー起きた場合、もしくは接続の安全性を確認できない場合に表示される警告画面が改善された
- デコーダがインストールされていれば、Linux で H.264 が利用できるようになった
- MP4/H.264 が利用できない場合、WebM/VP9 が有効になる
- コンポジットスレッドで動作するアニメーションは、アニメーションインスペクタのタイムラインにイナズマアイコン付きで表示されるようになった
- HTTPS でのコンテントエンコーディングで、brotli 圧縮が利用できるようになった
- 開発ツールのスクリーンショットコマンドで、ピクセル比を選択できるようになった
- Windows XP と Vista で、動画再生時にスクリーンセーバを無効にできない不具合が修正された
- Web フォントの Unicode レンジに対応するため、Linux におけるフォントマッチングのコードが他のプラットフォームと共通化された
- 新しい要件に適合するため、Windows 版で SHA-256 で署名された証明書を利用するようになった
- RC4 復号器をサポートしなくなった
- サイト証明書の検証時に、Equifax Secure Certificate Authority の 1024 ビットルート証明書、および UTN - DATACorp SGC を信頼できる証明書としなくなった
- Web フォントの検証をより厳密に行うようになった
- Windows 8、および Windows 8.1 でスクリーンキーボードが利用できなくなった
- ログに出力されたオブジェクトで右クリックすると、ページ内のグローバル変数として参照できるようになった
- アニメーション用のツールが追加された
- レイアウトとスタイルを視覚的に調査するツールが実装された
- ヒープの使用状況を調査できる新しいメモリツールが実装された
- Service Workers APIが利用できるようになった
- JSON リーダが組み込まれ、拡張なしでデータの閲覧、検索、コピー、そして保存ができるようになった
- デバッガで Cmd キーを押しながらクリックすると、その関数の定義にジャンプするようになった
- WebSocket Debugging API が利用できるようになった。これを利用したアドオンの作例も公開された
- ルールビューで編集されたルールがスタイルエディタにも表示されるようになった。また、編集されたルールがルールビューに表示されるようになった
- Cookie を保存する期間の設定で、「毎回確認する」が選択できなくなった[283]。なお、旧バージョンで「毎回確認する」を選択していた場合、ソフトウェアの更新時に「サイトが指定した期限まで」に警告無しに変更される[注 2]
- ファビコンのデフォルトを、破線の四角から地球のマークに変更された[284]

| バージョン               | リリース日 (PDT/PST) | 備考 |
| ------------------------ | -------------------- | --- |
| Nightly 44.0a1           | 2015年9月21日        | 最初の Nightly リリース |
| Developer Edition 44.0a2 | 2015年11月3日        | 最初の Developer Edition リリース |
| 44.0 Beta 1              | 2015年12月17日       | 最初の Beta リリース |
| 44.0                     | 2016年1月26日        | 正式版 リリース |
| 44.0.1                   | 2016年2月8日         | 特定の状況下で保存されているパスワードが削除することがある不具合を修正 Cookie 名に空白文字が利用できるようになった NSS 3.21 が必須となった ネットワークキャッシュに起因するクラッシュを修正 Service Worker を利用しているページでの WebSocket 使用に関する不具合を修正 H.264 を使用した opus/vorbis オーディオが利用できなくなった Gecko SDK をリリース グラフィックスに起因する起動時のクラッシュを修正（GNU/Linux版） |
| 44.0.2                   | 2016年2月11日        | 起動時にハングアップ、もしくはクラッシュする不具合を修正。脆弱性の修正 |

### Firefox 45 (ESR)
2016年3月8日にリリースされ、Firefox 46 のリリースをもってサポートが終了した。法人向け延長サポート版 (ESR) は54週間にわたりサポートされ、Firefox 54のリリースをもって終了した。
- Hello でタブを簡単に共有できるようになった
- URL 入力欄から検索を行う際に、他の端末から Firefox アカウント経由で同期されたタブも表示されるようになった
- 「同期されたタブ」ボタンが追加された
- about:config から network.dns.blockDotOnion を設定することで、.onion ドメインのサイトをブロックできるようになった
- グアラニー語 [gn] がロケールに追加された
- Unicode で書かれた国際化ドメイン名 (IDN) を含む URL が適切にリダイレクトされるようになった
- タブグループ (Panorama) が削除された
- メモリツールでスナップショットの表示時に、フィルタを設定できるようになった
- 再生レートを変更して、アニメーションの再生を調整機能がアニメーションインスペクタに追加された
- ネットワークモニタのタイムラインに、DOMContentLoaded と load イベントが表示されるようになった
- ネットワークモニタで表示をフィルタする際に、除外する URL を指定できるようになった
- メモリーツールに、ヒープのスナップショットを比較する機能が追加された
- サブフレームを含むページ内のコンテンツを、インスペクタから検索できるようになった
- アニメーションインスペクタのタイムライン上でアニメーションをクリックすると、アニメーションしている属性とキーフレームがリスト表示されるようになった
- プログレッシブ Web アプリを構成する Push API が利用できるようになった
- meta タグで、適用するコンテントセキュリティポリシー (CSP) を指定できるようになった
- Web Speech の音声合成 API が利用できるようになった
- ES6 の class 構文が利用できるようになった

| バージョン               | リリース日 (PDT/PST) | 備考 |
| ------------------------ | -------------------- | --- |
| Nightly 45.0a1           | 2015年10月29日       | 最初の Nightly リリース |
| Developer Edition 45.0a2 | 2015年12月18日       | 最初の Developer Edition リリース |
| 45.0 Beta 1              | 2016年1月27日        | 最初の Beta リリース |
| 45.0 ESR 45.0            | 2016年3月8日         | 正式版 リリース |
| 45.0.1 ESR 45.0.1        | 2016年3月16日        | リグレッションを修正。Graphiteライブラリの無効化 |
| 45.0.2 ESR 45.0.2        | 2016年4月11日        | サードパーティ Cookie ブロック時に Cookie ヘッダが適切に送信されないことがある問題を修正 img 要素の srcset 属性に関する Web 互換性のリグレッションを修正 Media Source Extension を使った動画再生時のクラッシュを修正 特定のアップロードに関するリグレッションを修正 Thunderbird など一部 Gecko アプリケーションの旧バージョンとのコピー&貼り付けに関するリグレッションを修正 |
| ESR 45.1.0               | 2016年4月26日        | 脆弱性の修正 |
| ESR 45.1.1               | 2016年5月3日         | JIT 無効化時のビルド問題。アドオン署名証明書の期限切れ。グラフィックス関連の終了時クラッシュ |
| ESR 45.2.0               | 2016年6月7日         | グラフィクスに起因してクラッシュする不具合を修正。AutioConfig API が Unicode に対応。addEventListener に互換性のための修正 |
| ESR 45.3.0               | 2016年8月2日         | 脆弱性の修正 |
| ESR 45.4.0               | 2016年9月20日        | 脆弱性の修正 |
| ESR 45.5.0               | 2016年11月15日       | 脆弱性の修正 |
| ESR 45.5.1               | 2016年11月30日       | 脆弱性の修正 |
| ESR 45.6.0               | 2016年12月13日       | 脆弱性の修正 |
| ESR 45.7.0               | 2017年1月24日        | 脆弱性の修正 |
| ESR 45.8.0               | 2017年3月7日         | 脆弱性の修正 |
| ESR 45.9.0               | 2017年4月19日        | 脆弱性の修正 |

### Firefox 46
2016年4月26日にリリースされ、Firefox 47 のリリースをもってサポートが終了した。
- JavaScript の Just In Time (JIT) コンパイラがセキュリティの面で改良
- GNU/Linux: GTK3 が統合
- Google Docs におけるスクリーンリーダの空白文字の取り扱いに関する不具合を修正
- クリップとマスクを利用している SVG 画像が拡大 / 縮小時に正しく描画されるようになった
- WebRTC の性能と安定性が向上
- メモリツールで、ドミネーターツリーを表示するようになった
- パフォーマンスパネルでメモリ割り当てやガーベジコレクションを確認できるようになった
- スタイルエディタの @media ルールサイドバーから、レスポンシブデザインビューを起動できるようになった
- documents.elementsFromPoint に対応
- Web Crypto API が HKDF へ対応

| バージョン               | リリース日 (PDT/PST) | 備考 |
| ------------------------ | -------------------- | --- |
| Nightly 46.0a1           | 2015年12月14日       | 最初の Nightly リリース |
| Developer Edition 46.0a2 | 2016年1月26日        | 最初の Developer Edition リリース |
| 46.0 Beta 1              | 2016年3月8日         | 最初の Beta リリース |
| 46.0                     | 2016年4月26日        | 正式版 リリース |
| 46.0.1                   | 2016年5月3日         | アドオン署名証明書の期限切れ。サービスワーカーの更新問題。JIT 無効化時のビルド問題。ウイルス対策ソフトに関連したページ読み込み問題。様々なロケールの検索プラグイン問題。Sync 登録更新の制限。 |

### Firefox 47
2016年6月7日にリリースされ、Firefox 48のリリースをもってサポートが終了した。
- Windows版とMac版で、GoogleのWidevine CDMを利用できるようになった。その結果、Amazon Videoのようなストリーミングサービスを、Sliverlightから暗号化されたHTML5に切り替えて利用できるようになった
- 高速なマシンを利用している場合、VP9コーデックを利用できるようになった
- Flashがインストールされていない場合、ページに埋め込まれたYoutubeの動画再生をHTML5のvideo要素を用いて行うようになった
- スマートフォンや他の端末開いたタブの一覧表示や、検索がサイドバーで行えるようになった
- 進む、戻るを行った際に、httpsで配信されるリソースのno-cacheが可能になった
- ラトガレ語がロケールに追加された
- FUEL (Firefox User Extension Library) が削除された。これにより依存するアドオンが動作しなくなる
- e10s の性能に関する問題を避けるため、browser.sessionstore.restore_on_demand preferenceの値が標準の true にリセットされる
- click-to-activeプラグインのホワイトリストが削除された
- 登録済みのServieWorkerの一覧と起動、デバッグをService Worker 開発ツールで行えるようになった
- プッシュメッセージをシミュレートする機能がService Worker 開発ツールに実装された
- about:debugging 内に登録されたService Workerを起動する「開始」ボタンが追加された
- ChaCha20/Poly1305 暗号スイートに対応
- レスポンシブデザインモードで、ユーザーエージェントを変更できるようになった
- コンソールで複数行の入力が可能になった
- TextTrack オブジェクトでcuechange イベントが利用できるようになった
- WebCrypto：PBKDF2がSHA2アルゴリズムをサポート
- WebCrypto：RSA-PSS署名に対応

| バージョン               | リリース日 (PDT/PST) | 備考                                                                                 |
| ------------------------ | -------------------- | ------------------------------------------------------------------------------------ |
| Nightly 47.0a1           | 2016年1月25日        | 最初の Nightly リリース                                                              |
| Developer Edition 47.0a2 | 2016年3月8日         | 最初の Developer Edition リリース                                                    |
| 47.0 Beta 1              | 2016年4月27日        | 最初の Beta リリース                                                                 |
| 47.0                     | 2016年6月7日         | 正式版 リリース                                                                      |
| 47.0.1                   | 2016年6月28日        | Selenium WebDriver によって Firefox が起動時にクラッシュすることがある不具合を修正。 |

### Firefox 48
2016年8月2日にリリースされ、Firefox 49のリリースをもってサポートが終了した。
- ダウンロード保護機能が改良され、不要な危険ソフトウェアや、望ましくないソフトウェアに対して警告が表示されるようになった
- 一部のユーザに対してプロセス分離 (e10) が行われた
- Mozilla によって検証・署名されていないアドオンはロードされなくなった
- GNU/Linux：Skiaへの対応によりCanvasの描画性能が向上
- WebRTCに以下の改良が行われた
- URLバーで検索した場合、ブックマークされているページや、すでに開いているページはアイコン表示されるようになった
- Rustで書き直されたメディアパーサが組み込まれた

| バージョン               | リリース日 (PDT/PST) | 備考                                                                                        |
| ------------------------ | -------------------- | ------------------------------------------------------------------------------------------- |
| Nightly 48.0a1           | 2016年3月8日         | 最初の Nightly リリース                                                                     |
| Developer Edition 48.0a2 | 2016年4月28日        | 最初の Developer Edition リリース                                                           |
| 48.0 Beta 1              | 2016年6月8日         | 最初の Beta リリース                                                                        |
| 48.0                     | 2016年8月2日         | 正式版 リリース                                                                             |
| 48.0.1                   | 2016年8月18日        | 音声に関する不具合を修正。JavaScript エンジンをクラッシュさせていた問題を修正。             |
| 48.0.2                   | 2016年8月24日        | Websense によって Firefox が起動時にクラッシュすることがある不具合を修正。（Windows版のみ） |

### Firefox 49
2016年9月20日にリリースされ、Firefox 50のリリースをもってサポートが終了した。
- SSE2をサポートするCPUが必須になった。
- ログインマネージャが更新され、保存されたHTTPでのログイン情報を使ってHTTPSでアクセスした場合にもログインできるようになった
- リーダーモードで幅と行の高さを調整する機能を追加し、ページのコンテンツを読み上げる際の声を大きくした
- ハードウェアアクセラレーションがなく、かつSSSE3命令セットがサポートされた環境で動画のパフォーマンスを改善した
- HTML5のvideoとaudioに対するコンテキストメニューで、ループ再生と1.25倍速再生が行えるようになった
- about:memoryが改善され、フォントのメモリ使用量が確認できるようになった
- Firefox Helloが廃止された
- Graphite2が標準で再び有効になった
- Webスピーチの音声合成APIが利用できるようになった
- ハードウェアアクセラレーションの無いWindows環境での性能が向上した
- Mac版でハードウェアアクセラレーションの無い環境での性能が向上とフォントのアンチエイリアスを改善した
- Mac OS X 10.6、10.7、そして 10.8 のサポートを終了した

| バージョン               | リリース日 (PDT/PST) | 備考                                                                              |
| ------------------------ | -------------------- | --------------------------------------------------------------------------------- |
| Nightly 49.0a1           | 2016年4月26日        | 最初の Nightly リリース                                                           |
| Developer Edition 49.0a2 | 2016年6月10日        | 最初の Developer Edition リリース                                                 |
| 49.0 Beta 1              | 2016年8月1日         | 最初の Beta リリース                                                              |
| 49.0                     | 2016年9月20日        | 正式版 リリース                                                                   |
| 49.0.1                   | 2016年9月23日        | Websense によって Firefox が起動時にクラッシュする不具合を修正。（Windows版のみ） |
| 49.0.2                   | 2016年10月20日       | Flashの非同期描画が標準で有効となる。                                             |

### Firefox 50
2016年11月15日にリリースされ、Firefox 51のリリースをもってサポートが終了した。
- リーダーモードを使うことで、印刷が改善された
- Ctrl-Tabでのタブ移動を、最近使用した順で行うように設定できるようになった
- ページ内検索で、完全一致するもののみ探すモードを利用できるようになった
- 「accel-(opt/alt)-r 」でリーダーモードになるようにキーボードショートカットが変更された
- 8.0以前のWindows、もしくはLinuxにおいて、絵文字が利用可能となった
- ロケールにグアラニー語 [gn] が追加

| バージョン               | リリース日 (PDT/PST) | 備考                                                    |
| ------------------------ | -------------------- | ------------------------------------------------------- |
| Nightly 50.0a1           | 2016年6月7日         | 最初の Nightly リリース                                 |
| Developer Edition 50.0a2 | 2016年8月5日         | 最初の Developer Edition リリース                       |
| 50.0 Beta 1              | 2016年9月20日        | 最初の Beta リリース                                    |
| 50.0                     | 2016年11月15日       | 正式版 リリース                                         |
| 50.0.1                   | 2016年11月28日       | 中国語IME利用時にクラッシュする問題の修正。脆弱性の修正 |
| 50.0.2                   | 2016年11月30日       | 脆弱性の修正                                            |
| 50.1                     | 2016年12月13日       | 脆弱性の修正                                            |

### Firefox 51
2017年1月24日にリリースされ、Firefox 52のリリースをもってサポートが終了した。
- URLバーにズームボタンが追加された
- "submit"イベントが発生しない場面でも、パスワードを保存できるようになった
- FLACの再生に対応した
- WebGL2に対応した
- 安全でない接続で配信されたログインページに対して警告が表示されるようになった
- E10s が高速になり、タブの切り替えが高速化された
- ブラウザーのデータ同期の信頼性が向上した
- ロケールにジョージア語 [ka] とカビル語 [kab] を追加し、ベラルーシ語 [be] を削除した

| バージョン               | リリース日 (PDT/PST) | 備考 |
| ------------------------ | -------------------- | --- |
| Nightly 51.0a1           | 2016年8月2日         | 最初の Nightly リリース |
| Developer Edition 51.0a2 | 2016年9月20日        | 最初の Developer Edition リリース                                                                                           |
| 51.0 Beta 1              | 2016年11月14日       | 最初の Beta リリース |
| 51.0                     | 2017年1月24日        | 正式版 リリース |
| 51.0.1                   | 2017年1月26日        | いくつかのアドオンについてマルチプロセスの非互換性が正しく登録されない問題、Windowsでジオロケーションが機能しない問題を修正 |

### Firefox 52 (ESR)
2017年3月7日にリリースされ、Firefox 53 のリリースをもってサポートが終了した。法人向け延長サポート版 (ESR) はFirefox 62 のリリースをもって終了した。
- WebAssembly への対応が追加された
- Wi-Fi アクセスポイントへの接続を簡単にするため、キャプティブポータルの自動判別が追加された
- 安全でない HTTP サイトによる「secure」属性付き Cookie の設定を禁止した
- ログインフォームを含む安全でない HTTP ページ での警告が追加された
- Adobe Flash以外のNPAPI（英語版）プラグインのサポートを終了した

| バージョン               | リリース日 (PDT/PST) | 備考                                                                   |
| ------------------------ | -------------------- | ---------------------------------------------------------------------- |
| Nightly 52.0a1           | 2016年9月20日        | 最初の Nightly リリース                                                |
| Developer Edition 52.0a2 | 2016年11月18日       | 最初の Developer Edition リリース                                      |
| 52.0 Beta 1              | 2017年1月25日        | 最初の Beta リリース                                                   |
| 52.0 ESR 52.0            | 2017年3月7日         | 正式版 リリース                                                        |
| 52.0.1 ESR 52.0.1        | 2017年3月17日        | 脆弱性の修正                                                           |
| 52.0.2 ESR 52.0.2        | 2017年3月28日        | インドの一部言語のフォールバックフォントに Nirmala UI を使うようにした |
| ESR 52.1.0               | 2017年4月19日        | リグレッションを修正                                                   |
| ESR 52.1.1               | 2017年5月5日         | 脆弱性の修正                                                           |
| ESR 52.1.2               | 2017年5月19日        | NTLM認証プロキシ利用時にハングするバグの修正                           |
| ESR 52.2.0               | 2017年6月13日        | プロセス分離 (e10s) を一部のユーザー向けに有効化                       |
| ESR 52.3.0               | 2017年8月8日         | 安定性やリグレッションに関する修正                                     |
| ESR 52.4.0               | 2017年9月28日        | 安定性やリグレッションに関する修正                                     |
| ESR 52.5.0               | 2017年11月14日       | セキュリティに関する修正                                               |
| ESR 52.6.0               | 2018年1月23日        | セキュリティに関する修正                                               |
| ESR 52.7.0               | 2018年3月13日        | 安定性やリグレッションに関する修正                                     |
| ESR 52.8.0               | 2018年5月9日         | 安定性やリグレッションに関する修正                                     |
| ESR 52.9.0               | 2018年6月26日        | セキュリティに関する修正 Windows XP と Windows Vista 向けの最後の更新  |

### Firefox 53
2017年4月19日にリリースされた。
- 新たなコンポジタープロセス (Quantum Compositor) の追加によって、Windows 上で グラフィックス関連の安定性が向上した
- リーダーモードにページの予想読了時間を追加した
- Windows 7 以降の 64 ビット版 OS ユーザーは、スタブインストーラー上で 32 ビット版と 64 ビット版が選択可能となった
- Windows XP および Vista への対応は打ち切られた
- 32 ビット版 OS X への対応は打ち切られた
- Linux 版では Pentium 4 や AMD Opteron 以前の古いプロセッサーを搭載したパソコンへの対応への対応は打ち切られた

| バージョン               | リリース日 (PDT/PST) | 備考                                                                               |
| ------------------------ | -------------------- | ---------------------------------------------------------------------------------- |
| Nightly 53.0a1           | 2016年11月14日       | 最初の Nightly リリース                                                            |
| Developer Edition 53.0a2 | 2017年1月27日        | 最初の Developer Edition リリース                                                  |
| 53.0 Beta 1              | 2017年3月6日         | 最初の Beta リリース                                                               |
| 53.0                     | 2017年4月19日        | 正式版 リリース                                                                    |
| 53.0.2                   | 2017年5月5日         | フォームバリデーションエラーや日付選択パネルが正しく表示されないバグ、脆弱性を修正 |
| 53.0.3                   | 2017年5月19日        | NTLM認証プロキシ利用時にハングするバグの修正                                       |

### Firefox 54
2017年6月13日にリリースされた。
- ダウンロードボタンとダウンロード状況パネルを簡素化
- 複数コンテンツプロセス (e10s-multi) 対応を追加した
- ビルマ語 (my) ロケールを追加した

| バージョン               | リリース日 (PDT/PST) | 備考                                                               |
| ------------------------ | -------------------- | ------------------------------------------------------------------ |
| Nightly 54.0a1           | 2017年1月23日        | 最初の Nightly リリース                                            |
| Developer Edition 54.0a2 | 2017年3月6日         | 最初の Developer Edition リリース                                  |
| 54.0 Beta 1              | 2017年4月18日        | 最初の Beta リリース                                               |
| 54.0                     | 2017年6月13日        | 正式版 リリース                                                    |
| 54.0.1                   | 2017年6月29日        | アラビア語など右から左へ綴られる言語におけるタブバーのバグ等の修正 |

### Firefox 55
2017年8月8日にリリースされた。
- ブラウザでVR体験を実現するためのJavaScript APIである「WebVR」をサポート
- パフォーマンスの大幅な改善

| バージョン   | リリース日 (PDT/PST) | 備考                                                            |
| ------------ | -------------------- | --------------------------------------------------------------- |
| Nightly 55.0 | 2017年3月6日         | 最初の Nightly リリース                                         |
| 55.0 Beta 1  | 2017年6月12日        | 最初の Beta リリース                                            |
| 55.0         | 2017年8月8日         | 正式版 リリース                                                 |
| 55.0.1       | 2017年8月10日        | タブ復元プロセスに関するリグレッションの修正                    |
| 55.0.2       | 2017年8月16日        | ポップアップメニューのリグレッションの修正                      |
| 55.0.3       | 2017年8月25日        | Ascii文字を含まないパスを用いた際に生じるアドオンの不具合の修正 |

### Firefox 56
2017年9月28日にリリースされた。
- ブラウザー上で直接スクリーンショットを撮影、保存、共有できる「Firefox Screenshots」機能を正式公開
- 文字エンコーディングコンバーターを、Rustで書き直した新エンコーディング標準の実装に置き換える

| バージョン  | リリース日 (PDT/PST)  | 備考                                                 |
| ----------- | --------------------- | ---------------------------------------------------- |
| Nightly 56  | 2017年6月12日         | 最初の Nightly リリース                              |
| 56.0 Beta 1 | 2017年8月8日          | 最初の Beta リリース                                 |
| 56.0        | 2017年9月28日リリース | 正式版 リリース                                      |
| 56.0.1      | 2017年10月9日         | Windows 7上で一部のAVXがブロックされる不具合の修正等 |
| 56.0.2      | 2017年10月26日        | シャットダウンされてしまう不具合の修正等             |

### Firefox 57
2017年11月14日にリリースされた。
- このバージョンからブランドネーム Firefox Quantumの使用を開始（Firefox 69まで使用）
- 高速化を図り、マルチプロセスで動作するようになった
- Geckoレンダリングエンジンの一部にServoの技術を取り込み、CSSスタイルの適用方法やDOMの遂行などの基本的な要素を再設計した
- 「Photon UI」と呼ばれる新しいユーザーインタフェースを採用し、スクリーンショット機能がページ操作ツールとして使えるようになった
- XUL/XPCOMコンポーネントの廃止とWebExtensions APIへの移行によりアドオンの実装方法が大幅に変更されたため、従来のアドオンには使用できなくなったものが多数ある

| バージョン  | リリース日 (PDT/PST) | 備考 |
| ----------- | -------------------- | --- |
| Nightly 57  | 2017年8月2日         | 最初の Nightly リリース |
| 57.0 Beta 1 | 2017年9月21日        | 最初の Beta リリース |
| 57.0        | 2017年11月14日       | 正式版 リリース |
| 57.0.1      | 2017年11月29日       | 一部のAMDデバイスで発生するYouTubeやその他のビデオサイトでの視聴におけるビデオの色の歪みの問題の修正等                                                                         |
| 57.0.2      | 2017年12月7日        | OSがWindowsである場合において、G DATAのセキュリティソフトの古いバージョン使用時に、セキュリティチェックの終点においてFirefoxの起動をブロックしてクラッシュが発生する問題の修正 |
| 57.0.3      | 2017年12月28日       | クラッシュが発生する問題の修正 |
| 57.0.4      | 2018年1月4日         | 脆弱性の修正 |

### Firefox 58
2018年1月23日にリリースされた。
- Windows版で「Off-Main-Thread Painting」(OMTP) と呼ばれるレンダリングの高速化技術が導入された
- 新しいJavaScriptのキャッシュ手法「Startup Bytecode Cache」の採用によりページの読み込み時間がさらに短縮された

| バージョン  | リリース日 (PDT/PST) | 備考 |
| ----------- | -------------------- | --- |
| Nightly 58  | 2017年9月21日        | 最初の Nightly リリース                                                                                 |
| 58.0 Beta 1 | 2017年11月13日       | 最初の Beta リリース                                                                                    |
| 58.0        | 2018年1月23日        | 正式版 リリース                                                                                         |
| 58.0.1      | 2018年1月29日        | Windows版について、脆弱性の修正                                                                         |
| 58.0.2      | 2018年2月7日         | 印刷中にタブがクラッシュする問題を修正、MacOS版においてアップデートにおける署名検証に関する問題を修正等 |

### Firefox 59
2018年3月13日にリリースされた。
- 読み込み高速化の為に、「Race Cache With Network (RCWN)」と呼ばれるキャッシュの仕組みが導入された
- Mac版においても、OMTPが導入された
- プライベートブラウジングモードで、クロスサイト追跡防止の為にHTTPリファラのパスを削除

| バージョン  | リリース日 (PDT/PST) | 備考                                       |
| ----------- | -------------------- | ------------------------------------------ |
| Nightly 59  | 2017年11月13日       | 最初の Nightly リリース                    |
| 59.0 Beta 1 | 2018年1月22日        | 最初の Beta リリース                       |
| 59.0        | 2018年3月13日        | 正式版 リリース                            |
| 59.0.1      | 2018年3月17日        | 脆弱性の修正                               |
| 59.0.2      | 2018年3月26日        | 不具合の修正、1件の脆弱性の修正            |
| 59.0.3      | 2018年4月30日        | Windows 10のアップデートに伴う互換性の修正 |

### Firefox 60 (ESR)
2018年5月9日リリースされ、Firefox 61 のリリースをもってサポートが終了した。法人向け延長サポート版 (ESR) はFirefox 68 のリリースの時期までサポートされる。
- 新しいセキュリティ機能として、パスワードに依存しない認証方法の「Web Authentication (WebAuthn)」をサポートした
- DNS over HTTPSに対応。about:configから設定。

| バージョン        | リリース日 (PDT/PST) | 備考 |
| ----------------- | -------------------- | --- |
| Nightly 60        | 2018年1月22日        | 最初の Nightly リリース |
| 60.0 Beta 1       | 2018年3月12日        | 最初の Beta リリース |
| 60.0 ESR 60.0     | 2018年5月9日         | 正式版 リリース |
| 60.0.1 ESR 60.0.1 | 2018年5月16日        | タッチスクリーン対応のデバイスにおいて、ズーム不可能なページでの慣性スクロールの反応の修正                                     |
| 60.0.2 ESR 60.0.2 | 2018年6月6日         | OS X 10.11以前のOS上において、サードパーティ製のフォントマネージャーを用いた際のフォント表現について反応の修正                 |
| ESR 60.1.0        | 2018年6月26日        | セキュリティとリグレッションに関する修正                                                                                       |
| ESR 60.2.0        | 2018年9月5日         | セキュリティとリグレッションに関する修正                                                                                       |
| ESR 60.2.1        | 2018年9月21日        | 起動時にクラッシュする問題の修正や、セキュリティ修正                                                                           |
| ESR 60.2.2        | 2018年10月2日        | さまざまなダイアログウィンドウがアクティビティになっているときのmacOS Mojaveでのハングする問題の修正と、セキュリティ修正       |
| ESR 60.3.0        | 2018年10月23日       | セキュリティとリグレッションに関する修正                                                                                       |
| ESR 60.4.0        | 2018年12月11日       | セキュリティとUnidad Previsionalを含むコードに関する修正                                                                       |
| ESR 60.5.0        | 2019年1月29日        | セキュリティに関する修正 |
| ESR 60.5.1        | 2019年2月12日        | セキュリティに関する修正 |
| ESR 60.5.2        | 2019年2月22日        | ロイターのニュース記事の閲覧時に頻繁にクラッシュする問題の修正                                                                 |
| ESR 60.6.0        | 2019年3月19日        | 「プロキシなし」リストに追加されたサイトが、他の指定されたプロキシ設定に関係なく、その設定を優先するようになった               |
| ESR 60.6.1        | 2019年3月22日        | セキュリティに関する修正 |
| ESR 60.6.2        | 2019年5月5日         | 中間証明書の有効期限切れによって、アドオンが無効化されたりインストールに失敗する問題への対処として、証明書チェーンが修復された |
| ESR 60.6.2        | 2019年5月8日         | マスターパスワードを利用している環境で、拡張機能を再度有効化するための改善                                                     |
| ESR 60.6.3        | 2019年5月8日         | マスターパスワードを利用している環境で、拡張機能を有効化するためのさらなる改善                                                 |
| ESR 60.7.0        | 2019年5月21日        | 令和時代に対応するためのフォント、日付の調整                                                                                   |
| ESR 60.7.1        | 2019年6月18日        | セキュリティ修正 |
| ESR 60.7.2        | 2019年6月20日        | セキュリティ修正 |
| ESR 60.8.0        | 2019年7月9日         | さまざまなセキュリティ修正 |
| ESR 60.9.0        | 2019年9月3日         | さまざまなセキュリティ修正 |

### Firefox 61
2018年6月26日にリリースされた。
- CSSエンジンの「Quantum CSS (Stylo)」を強化した

| バージョン  | リリース日 (PDT/PST) | 備考 |
| ----------- | -------------------- | --- |
| Nightly 61  | 2018年3月12日        | 最初の Nightly リリース |
| 61.0 Beta 1 | 2018年5月7日         | 最初の Beta リリース |
| 61.0        | 2018年6月26日        | 正式版 リリース |
| 61.0.1      | 2018年7月6日         | Firefox 60からのアップグレードにより、ブックマークが消失する問題を修正                                                           |
| 61.0.2      | 2018年7月6日         | Windows版において、Firefoxを使用中にWindowsを再起動させた際に、Firefoxがそれまで開いていたタブを自動的に再び開くという機能を追加 |

### Firefox 62
2018年9月5日にリリースされた。
- 新しいタブページ (「Firefox Home」) で、よく訪問するサイトなどを最大4列表示できるようになった
- CSS Variable Fontsとして、単一のフォントファイルでタイポグラフィを作成できるようになった
- CSS Shapesがデフォルトで有効となった
- DNS問い合わせ先として、about:conffigからCloudflare (DoH) が選択可能になった。

| バージョン  | リリース日 (PDT/PST) | 備考                                                                                         |
| ----------- | -------------------- | -------------------------------------------------------------------------------------------- |
| Nightly 62  | 2018年5月7日         | 最初の Nightly リリース                                                                      |
| 62.0 Beta 1 | 2018年6月25日        | 最初の Beta リリース                                                                         |
| 62.0        | 2018年9月5日         | 正式版 リリース                                                                              |
| 62.0.1      |                      | 欠番（Android向けのみ）                                                                      |
| 62.0.2      | 2018年9月21日        | WebGLレンダリングの問題の修正など、デスクトップ版では全11件の修正                            |
| 62.0.3      | 2018年10月2日        | macOS Mojaveにおいて、各種ダイアログウインドウがアクティブになるとクラッシュする問題の修正等 |

### Firefox 63
2018年10月23日にリリースされた。
- 「プライバシーとセキュリティ」設定で、Cookieを利用したクロスサイトトラッキングを防ぐ機能を強化した

| バージョン  | リリース日 (PDT/PST) | 備考 |
| ----------- | -------------------- | --- |
| Nightly 63  | 2018年6月25日        | 最初の Nightly リリース                                                                                    |
| 63.0 Beta 1 | 2018年9月4日         | 最初の Beta リリース                                                                                       |
| 63.0        | 2018年10月23日       | 正式版 リリース                                                                                            |
| 63.0.1      | 2018年10月31日       | 日本語版において、複数のウインドウを閉じる際に置換されていない %1$S プレースホルダーが表示される問題を修正 |
| 63.0.3      | 2018年11月15日       | 特定のプロキシ設定において、ページの読み込みが遅くなる問題を修正された。他、4件の修正                      |

### Firefox 64
2018年12月11日にリリースされた。
- 複数のタブを選択してまとめて移動したりピン留めするなどのタブ操作が強化された
- 開いているタブや拡張機能の消費電力への影響を確認できる「about:performance」機能の追加
- RSSフィードプレビューとライブブックマークがなくなり、別途アドオンが必要になった
- シマンテックの証明書が無効化された
- DNS問い合わせ先として、about:preferences（設定画面）からCloudflare (DoH) が選択可能になった。

| バージョン  | リリース日 (PDT/PST) | 備考 |
| ----------- | -------------------- | --- |
| Nightly 64  | 2018年9月4日         | 最初の Nightly リリース |
| 64.0 Beta 1 | 2018年10月23日       | 最初の Beta リリース |
| 64.0        | 2018年12月11日       | 正式版 リリース |
| 64.0.1      | 2018年12月14日       | このアップデートのインストール後にダウンロードされたファイルは、Firefox をアンインストールしても自動的に削除されなくなった |
| 64.0.2      | 2019年1月9日         | YouTubeにおいてビデオ再生が途切れ途切れになる問題を修正                                                                    |

### Firefox 65
2019年1月29日にリリースされた。
- コンテンツブロッキングの管理機能を強化
- macOS版でHandoffの機能がサポートされるようになり、iPhone等iOS版で閲覧中のページをmacOSのFirefoxで開くことができるようになった
- JPEGやPNGよりも圧縮率が高いWebPフォーマットをサポート
- DNS問い合わせ先として、about:preferences（設定画面）からCloudflare (DoH) と指定URLが選択可能になった。

| バージョン  | リリース日 (PDT/PST) | 備考                                                                    |
| ----------- | -------------------- | ----------------------------------------------------------------------- |
| Nightly 65  | 2018年10月22日       | 最初の Nightly リリース                                                 |
| 65.0 Beta 1 | 2018年12月11日       | 最初の Beta リリース                                                    |
| 65.0        | 2019年1月29日        | 正式版 リリース                                                         |
| 65.0.1      | 2019年2月12日        | WebRTC呼び出し中に音声やビデオの再生が遅れる問題など、8件が修正された。 |
| 65.0.2      | 2019年2月28日        | Windowsにおいて、ジオロケーションサービスに関する問題が修正された。     |

### Firefox 66
2019年3月20日にリリースされた。
- ウェブサイト上の音声の自動再生を抑止するようになった
- タブのオーバーフローメニュー から 開いているすべてのタブを対象として検索できる ようになった
- プライベートウインドウにおいて、新規タブから簡単に検索できるようになった
- ページ最上部の画像や広告が読み込まれてもコンテンツ上のスクロールアンカーを保持するようになった
- 拡張機能がデータを保存する際に、IndexedDBを用いるようになった
- Windows 10上でのWindows Helloのサポート

| バージョン   | リリース日 (PDT/PST) | 備考 |
| ------------ | -------------------- | --- |
| Nightly 66.0 | 2018年12月10日       | 最初の Nightly リリース |
| 66.0 Beta 1  | 2019年1月29日        | 最初の Beta リリース |
| 66.0         | 2019年3月19日        | 正式版 リリース |
| 66.0.1       | 2019年3月22日        | セキュリティ修正が2件 |
| 66.0.2       | 2019年3月27日        | Office 365、iCloud、IBM Webmailの互換性の問題が修正された                                                                      |
| 66.0.3       | 2019年4月10日        | 修正が4件、Baidu検索プラグインが更新された                                                                                     |
| 66.0.4       | 2019年5月5日         | 中間証明書の有効期限切れによって、アドオンが無効化されたりインストールに失敗する問題への対処として、証明書チェーンが修復された |
| 66.0.5       | 2019年5月7日         | マスターパスワードを利用している環境で、拡張機能を再度有効化するための改善                                                     |

### Firefox 67
2019年5月21日にリリースされた。
- 読み込みの高速化
- 既知の暗号通貨マイニングやフィンガープリント採取をブロックできるようになった
- 古いバージョンのFirefoxの起動が抑止されるようになった
- キーボードでツールバーの機能にアクセスできるようになった
- AV1デコーダーにdav1dを採用

| バージョン  | リリース日 (PDT/PST) | 備考 |
| ----------- | -------------------- | --- |
| Nightly 67  | 2019年1月28日        | 最初の Nightly リリース                                                                                   |
| 67.0 Beta 1 | 2019年3月18日        | 最初の Beta リリース                                                                                      |
| 67.0        | 2019年5月21日        | 正式版 リリース                                                                                           |
| 67.0.1      | 2019年6月14日        | 新規ユーザー向けに、サードパーティトラッカー Cookieが既定で自動的にブロックされるされるようになった       |
| 67.0.2      | 2019年6月11日        | <a download> 経由で2つのダウンロードを並行して開始できない問題など、全10件の修正と、1件のセキュリティ修正 |
| 67.0.3      | 2019年6月18日        | セキュリティ修正                                                                                          |
| 67.0.4      | 2019年6月20日        | セキュリティ修正                                                                                          |

### Firefox 68 (ESR)
2019年7月9日にリリースされた。
- リーダービューでのダークモードがサイドバーやツールバーでも有効化された
- 暗号通貨マイニングおよびフィンガープリント採取が、コンテンツブロッキングの「厳格」に含まれるようになった
- BITSにより、Firefox が終了した状態でもFirefoxの更新のダウンロードが継続されるようになった
- DNS問い合わせ先として、about:preferences（設定画面）の「プロバイダを使用」の項目からCloudflare (DoH) と指定URLが選択可能になった。

| バージョン        | リリース日 (PDT/PST) | 備考 |
| ----------------- | -------------------- | --- |
| Nightly 68        | 2019年3月18日        | 最初の Nightly リリース                                                                                               |
| 68.0 Beta 1       | 2019年5月21日        | 最初の Beta リリース                                                                                                  |
| 68.0 ESR 68.0     | 2019年7月9日         | 正式版 リリース |
| 68.0.1 ESR 68.0.1 | 2019年7月18日        | Apple Notary Serviceでの公証を受け、macOS 10.15ベータ版で正常に機能するようになった。また、修正が4件あった。          |
| 68.0.2 ESR 68.0.2 | 2019年8月14日        | URLバーから検索を行う際に、検索語の末尾からいくつかの特殊文字が欠落する問題などの修正が合計5件。セキュリティ修正が1件 |
| ESR 68.1.0        | 2019年9月3日         | 複数のセキュリティ修正                                                                                                |
| ESR 68.2.0        | 2019年10月22日       | 複数のセキュリティ修正                                                                                                |
| ESR 68.3.0        | 2019年12月3日        | 複数のセキュリティ修正                                                                                                |
| ESR 68.4.0        | 2020年1月7日         | 複数のセキュリティ修正                                                                                                |
| ESR 68.5.0        | 2020年2月11日        | 複数のセキュリティ修正                                                                                                |
| ESR 68.6.0        | 2020年3月10日        | 複数のセキュリティ修正                                                                                                |
| ESR 68.7.0        | 2020年4月7日         | 複数のセキュリティ修正                                                                                                |
| ESR 68.8.0        | 2020年5月5日         | 複数のセキュリティ修正                                                                                                |
| ESR 68.9.0        | 2020年6月2日         | 複数のセキュリティ修正                                                                                                |
| ESR 68.10.0       | 2020年6月30日        | 複数のセキュリティ修正                                                                                                |
| ESR 68.11.0       | 2020年7月28日        | 複数のセキュリティ修正                                                                                                |
| ESR 68.12.0       | 2020年8月25日        | 複数のセキュリティ修正                                                                                                |

### Firefox 69
2019年9月3日にリリースされた。
- プライバシー保護機能のEnhanced Tracking Protectionが全ユーザーに対して有効となった
- 音声付きの動画だけでなくすべての動画の再生をブロックできるようになった
- Windows Hello経由でWeb AuthenticationのHmacSecret拡張をサポート
- ARM 64でのJITのサポートによる、JavaScriptのパフォーマンスの改善

| バージョン  | リリース日 (PDT/PST) | 備考 |
| ----------- | -------------------- | --- |
| Nightly 69  | 2019年5月20日        | 最初の Nightly リリース                                                                                 |
| 69.0 Beta 1 | 2019年7月9日         | 最初の Beta リリース                                                                                    |
| 69.0        | 2019年9月3日         | 正式版 リリース                                                                                         |
| 69.0.1      | 2019年9月18日        | 外部プログラムを起動するとバックグラウンドで起動される問題など、修正が合計5件。セキュリティ修正が1件    |
| 69.0.2      | 2019年10月3日        | Office 365のウェブサイト上でファイルを編集するとクラッシュする問題などの修正が合計3件                   |
| 69.0.3      | 2019年10月10日       | Windows 10のペアレンタル機能を有効にしている環境でのダウンロードのエラーに関する問題などの修正が合計2件 |

### Firefox 70
2019年10月22日にリリースされた。
- SNSのクロスサイトトラッキングCookieをブロックするようになった
- プライバシー保護レポート機能が追加されブロックしたトラッカーの統計、詳細を確認できるようになった
- Firefox Lockwiseを実装
- Javascript Baselineインタプリタの導入によりJavaScriptコードの処理を高速化
- ブランドネーム Firefox Quantumの使用を終了

| バージョン  | リリース日 (PDT/PST) | 備考                              |
| ----------- | -------------------- | --------------------------------- |
| Nightly 70  | 2019年7月8日         | 最初の Nightly リリース           |
| 70.0 Beta 1 | 2019年9月3日         | 最初の Beta リリース              |
| 70.0        | 2019年10月22日       | 正式版 リリース                   |
| 70.0.1      | 2019年10月31日       | macOS 10.15においてOpenH264の更新 |

### Firefox 71
2019年12月3日にリリースされた。
- Windowsにおいてピクチャーインピクチャーがサポートされた

| バージョン  | リリース日 (PDT/PST) | 備考                    |
| ----------- | -------------------- | ----------------------- |
| Nightly 71  | 2019年9月2日         | 最初の Nightly リリース |
| 71.0 Beta 1 | 2019年10月21日       | 最初の Beta リリース    |
| 71.0        | 2019年12月3日        | 正式版 リリース         |

### Firefox 72
2020年1月5日にリリースされた。
- MacとLinuxにおいてピクチャーインピクチャーがサポートされた

| バージョン  | リリース日 (PDT/PST) | 備考                    |
| ----------- | -------------------- | ----------------------- |
| Nightly 72  | 2019年10月21日       | 最初の Nightly リリース |
| 72.0 Beta 1 | 2019年12月3日        | 最初の Beta リリース    |
| 72.0        | 2020年1月5日         | 正式版 リリース         |
| 72.0.1      | 2020年1月8日         | セキュリティ修正        |
| 72.0.2      | 2020年1月20日        | 安定性の向上            |

### Firefox 73
2020年2月11日にリリースされた。
- サイト毎とは別に、既定のズームを指定できるようになった
- Windowsでハイコントラストモード利用時に、背景画像の手前にあるテキストの可読性を向上させた
- DNS問い合わせ先として、about:preferences（設定画面）の「プロバイダを使用」の項目に、Cloudflareに加えNextDNS追加。

| バージョン  | リリース日 (PDT/PST) | 備考                                                                              |
| ----------- | -------------------- | --------------------------------------------------------------------------------- |
| Nightly 73  | 2019年12月2日        | 最初の Nightly リリース                                                           |
| 73.0 Beta 1 | 2020年1月7日         | 最初の Beta リリース                                                              |
| 73.0        | 2020年2月11日        | 正式版 リリース                                                                   |
| 73.0.1      | 2020年2月18日        | Windowsにおいてサードパーティー製セキュリティソフトウェア動作時のクラッシュの修正 |

### Firefox 74
2020年3月10日にリリースされた。
- WindowsとmacOSでMicrosoft Edgeからブックマークと履歴をインポートできるようになった

| バージョン  | リリース日 (PDT/PST) | 備考                    |
| ----------- | -------------------- | ----------------------- |
| Nightly 74  | 2020年1月6日         | 最初の Nightly リリース |
| 74.0 Beta 1 | 2020年2月11日        | 最初の Beta リリース    |
| 74.0        | 2020年3月10日        | 正式版 リリース         |
| 74.0.1      | 2020年4月3日         | セキュリティ修正        |

### Firefox 75
2020年4月7日にリリースされた。
- Linuxにおいて、アドレスバーと検索バーをクリック・ダブルクリックした際の挙動をWindowsとMacに合わせた

| バージョン  | リリース日 (PDT/PST) | 備考                    |
| ----------- | -------------------- | ----------------------- |
| Nightly 75  | 2020年2月10日        | 最初の Nightly リリース |
| 75.0 Beta 1 | 2020年3月10日        | 最初の Beta リリース    |
| 75.0        | 2020年4月7日         | 正式版 リリース         |

### Firefox 76
2020年5月5日にリリースされた。
- 安全で複雑なパスワードの自動生成など、アカウント管理を強固なものとした

| バージョン  | リリース日 (PDT/PST) | 備考                                   |
| ----------- | -------------------- | -------------------------------------- |
| Nightly 76  | 2020年3月10日        | 最初の Nightly リリース                |
| 76.0 Beta 1 | 2020年4月7日         | 最初の Beta リリース                   |
| 76.0        | 2020年5月5日         | 正式版 リリース                        |
| 76.0.1      | 2020年5月8日         | 一部のアドオンの機能を損なうバグの修正 |

### Firefox 77
2020年6月2日にリリースされた。
- 新しい about:certificate ページから、ウェブ証明書の閲覧・管理がより容易となった
- Firefox のアクセシビリティ向上のための多くの修正

| バージョン  | リリース日 (PDT/PST) | 備考                                                |
| ----------- | -------------------- | --------------------------------------------------- |
| Nightly 77  | 2020年4月6日         | 最初の Nightly リリース                             |
| 77.0 Beta 1 | 2020年5月4日         | 最初の Beta リリース                                |
| 77.0        | 2020年6月2日         | 正式版 リリース                                     |
| 77.0.1      | 2020年6月3日         | DNS over HTTPS (DoH) プロバイダーの自動選択を無効化 |

### Firefox 78 (ESR)
2020年6月30日にリリースされた。
- プライバシー保護ダッシュボードに、トラッキング保護・データ漏洩・パスワード管理を統合したレポートが表示されるようになった。
- アンインストーラーにリフレッシュのためのボタンが追加された。

| バージョン        | リリース日 (PDT/PST) | 備考                                                     |
| ----------------- | -------------------- | -------------------------------------------------------- |
| Nightly 78        | 2020年5月4日         | 最初の Nightly リリース                                  |
| 78.0 Beta 1       | 2020年6月2日         | 最初の Beta リリース                                     |
| 78.0 ESR 78.0     | 2020年6月30日        | 正式版 リリース                                          |
| 78.0.1 ESR 78.0.1 | 2020年7月1日         | インストール済みの検索エンジンが見えなくなる不具合の修正 |
| 78.0.2 ESR 78.0.2 | 2020年7月9日         | 3件の修正、1件のセキュリティ修正                         |
| ESR 78.1.0        | 2020年7月28日        | 10件のセキュリティ修正                                   |
| ESR 78.2.0        | 2020年8月25日        | 3件のセキュリティ修正                                    |
| ESR 78.3.0        | 2020年9月22日        | 4件のセキュリティ修正                                    |
| ESR 78.3.1        | 2020年10月1日        | 1件の修正                                                |
| ESR 78.4.0        | 2020年10月20日       | 2件のセキュリティ修正                                    |
| ESR 78.4.1        | 2020年11月10日       | 1件のセキュリティ修正                                    |
| ESR 78.5.0        | 2020年11月17日       | 12件のセキュリティ修正                                   |
| ESR 78.6.0        | 2020年12月15日       | 8件のセキュリティ修正                                    |
| ESR 78.6.1        | 2021年1月6日         | 1件の修正、1件のセキュリティ修正                         |
| ESR 78.7.0        | 2021年1月26日        | 5件のセキュリティ修正                                    |
| ESR 78.7.1        | 2021年2月5日         | 1件の修正、1件のセキュリティ修正                         |
| ESR 78.8.0        | 2021年2月23日        | 4件のセキュリティ修正                                    |
| ESR 78.9.0        | 2021年3月23日        | 4件のセキュリティ修正                                    |
| ESR 78.10.0       | 2021年4月19日        |                                                          |
| ESR 78.10.1       | 2021年5月4日         |                                                          |
| ESR 78.11.0       | 2021年6月1日         |                                                          |
| ESR 78.12.0       | 2021年7月13日        |                                                          |
| ESR 78.13.0       | 2021年8月10日        |                                                          |
| ESR 78.14.0       | 2021年9月7日         |                                                          |
| ESR 78.15.0       | 2021年10月5日        |                                                          |

### Firefox 79
2020年7月28日にリリースされた。
- スクリーンリーダーの修正

| バージョン  | リリース日 (PDT/PST) | 備考                    |
| ----------- | -------------------- | ----------------------- |
| Nightly 79  | 2020年6月1日         | 最初の Nightly リリース |
| 79.0 Beta 1 | 2020年6月30日        | 最初の Beta リリース    |
| 79.0        | 2020年7月28日        | 正式版 リリース         |

### Firefox 80
2020年8月25日にリリースされた。
| バージョン  | リリース日 (PDT/PST) | 備考                    |
| ----------- | -------------------- | ----------------------- |
| Nightly 80  | 2020年6月29日        | 最初の Nightly リリース |
| 80.0 Beta 1 | 2020年7月28日        | 最初の Beta リリース    |
| 80.0        | 2020年8月25日        | 正式版 リリース         |
| 80.0.1      | 2020年9月1日         | 5件の修正               |

### Firefox 81
2020年9月22日にリリースされた。
| バージョン  | リリース日 (PDT/PST) | 備考                    |
| ----------- | -------------------- | ----------------------- |
| Nightly 81  | 2020年7月27日        | 最初の Nightly リリース |
| 81.0 Beta 1 | 2020年8月25日        | 最初の Beta リリース    |
| 81.0        | 2020年9月22日        | 正式版 リリース         |
| 81.0.1      | 2020年10月1日        | 7件の修正               |
| 81.0.2      | 2020年10月13日       | 1件の修正               |

### Firefox 82
2020年10月20日にリリースされた。
| バージョン  | リリース日 (PDT/PST) | 備考                    |
| ----------- | -------------------- | ----------------------- |
| Nightly 82  | 2020年8月25日        | 最初の Nightly リリース |
| 82.0 Beta 1 | 2020年9月22日        | 最初の Beta リリース    |
| 82.0        | 2020年10月20日       | 正式版 リリース         |
| 82.0.1      | 2020年10月27日       | 5件の修正               |
| 82.0.2      | 2020年10月28日       | 1件の修正               |
| 82.0.3      | 2020年11月10日       | 1件のセキュリティ修正   |

### Firefox 83
2020年11月17日にリリースされた。
- Firefox は、JavaScript エンジンである SpiderMonkey の大幅な更新。ページの読み込みパフォーマンスが最大 15% 向上し、ページの応答性が最大 12% 向上し、メモリ使用量が最大 8% 削減された。

| バージョン  | リリース日 (PDT/PST) | 備考                    |
| ----------- | -------------------- | ----------------------- |
| Nightly 83  | 2020年9月21日        | 最初の Nightly リリース |
| 83.0 Beta 1 | 2020年10月20日       | 最初の Beta リリース    |
| 83.0        | 2020年11月17日       | 正式版 リリース         |

### Firefox 84
2020年12月15日にリリースされた。
- Apple Sillicon (Apple M1) 搭載デバイスに標準対応した[529]。
- WebRenderが、macOS Big Sur および、intel Gen 6 搭載のWindowsデバイス、Windows 7、Windows 8を搭載したIntel製ノートPCで利用可能となった

| バージョン  | リリース日 (PDT/PST) | 備考                    |
| ----------- | -------------------- | ----------------------- |
| Nightly 84  | 2020年10月19日       | 最初の Nightly リリース |
| 84.0 Beta 1 | 2020年11月17日       | 最初の Beta リリース    |
| 84.0        | 2020年12月15日。     | 正式版 リリース         |
| 84.0.1      | 2020年12月22日       | 4件の修正               |
| 84.0.2      | 2021年01月06日       | 1件のセキュリティ修正   |

### Firefox 85
2021年1月26日にリリースされた。
- スーパークッキーの隔離機能。プライベートウインドウ上のユーザーを追跡できないように。
- Adobe Flash Player のサポート終了。

| バージョン  | リリース日 (PDT/PST) | 備考                             |
| ----------- | -------------------- | -------------------------------- |
| Nightly 85  | 2020年11月16日       | 最初の Nightly リリース          |
| 85.0 Beta 1 | 2020年12月15日       | 最初の Beta リリース             |
| 85.0        | 2021年1月26日        | 正式版 リリース                  |
| 85.0.1      | 2021年2月5日         | 5件の修正、1件のセキュリティ修正 |
| 85.0.2      | 2021年2月9日         | 1件の修正                        |

### Firefox 86
2021年2月23日にリリースされた。
- Total Cookie Protection の試験的な導入。
- PIP（ピクチャーインピクチャー）が複数の再生をサポートするように。

| バージョン  | リリース日 (PDT/PST) | 備考                    |
| ----------- | -------------------- | ----------------------- |
| Nightly 86  | 2020年12月15日       | 最初の Nightly リリース |
| 86.0 Beta 1 | 2021年1月26日        | 最初の Beta リリース    |
| 86.0        | 2021年2月23日        | 正式版 リリース         |
| 86.0.1      | 2021年3月11日        | 5件の修正               |

### Firefox 87
2021年3月23日にリリースされた。
- SmartBlock によるトラッカー撃破時のウェブサイトの破損を抑える機能を追加。
- ウェブ開発者ツールの大幅な簡素化。

| バージョン  | リリース日 (PDT/PST) | 備考                    |
| ----------- | -------------------- | ----------------------- |
| Nightly 87  | 2021年1月25日        | 最初の Nightly リリース |
| 87.0 Beta 1 | 2021年2月23日        | 最初の Beta リリース    |
| 87.0        | 2021年3月23日        | 正式版 リリース         |

### Firefox 88
2021年4月19日にリリースされた。
- PDF フォームで PDF ファイルに埋め込まれた JavaScript をサポートするように。
- Firefox Photon のデザインをサポートする最後のバージョン。

| バージョン  | リリース日 (PDT/PST) | 備考                    |
| ----------- | -------------------- | ----------------------- |
| Nightly 88  | 2021年2月22日        | 最初の Nightly リリース |
| 88.0 Beta 1 | 2021年3月23日        | 最初の Beta リリース    |
| 88.0        | 2021年4月19日        | 正式版 リリース         |

### Firefox 89
2021年6月1日にリリースされた。
- 新しいデザイン、Proton UI の採用。インターフェイスの大幅な簡素化とメニューパネルのアイコン削除。macOS でネイティブのコンテキストメニューをサポートするように。また、通知の許可・マイクの使用許可などが１つのプロンプトにまとめられるように。
- デフォルトでプライベートブラウジングの Total Cookie Protection を有効化。

| バージョン  | リリース日 (PDT/PST) | 備考                    |
| ----------- | -------------------- | ----------------------- |
| Nightly 89  | 2021年3月22日        | 最初の Nightly リリース |
| 89.0 Beta 1 | 2021年4月19日        | 最初の Beta リリース    |
| 89.0        | 2021年6月1日         | 正式版 リリース         |

### Firefox 90
2021年7月13日にリリースされた。
- Windows 上で Firefox が実行されていない時 Firefox を自動で更新するように。
- FTP プロトコルのサポート削除。

| バージョン  | リリース日 (PDT/PST) | 備考                    |
| ----------- | -------------------- | ----------------------- |
| Nightly 90  | 2021年4月19日        | 最初の Nightly リリース |
| 90.0 Beta 1 | 2021年6月1日         | 最初の Beta リリース    |
| 90.0        | 2021年7月13日        | 正式版 リリース         |

### Firefox 91 (ESR)
2021年8月10日にリリースされた。
- Total Cookie Protection に基づき、別サイトに侵略する追跡 Cookie もまとめて削除可能に。
- プライベートブラウジング時に HTTPS 優先モードになるように。

| バージョン        | リリース日 (PDT/PST) | 備考                        |
| ----------------- | -------------------- | --------------------------- |
| Nightly 91        | 2021年5月31日        | 最初の Nightly リリース     |
| 91.0 Beta 1       | 2021年6月13日        | 最初の Beta リリース        |
| 91.0 ESR 91.0     | 2021年8月10日        | 正式版 リリース             |
| 91.0.1 ESR 91.0.1 | 2021年8月17日        | 4件の不具合及び脆弱性の修正 |
| 91.0.2            | 2021年8月24日        | 2件の不具合の修正           |
| ESR 91.1.0        | 2020年9月23日        | 2件の脆弱性の修正           |
| ESR 91.2.0        | 2021年10月5日        | 7件の脆弱性の修正           |
| ESR 91.3.0        | 2021年11月2日        | 11件の脆弱性の修正          |
| ESR 91.4.0        | 2021年12月7日        |                             |
| ESR 91.4.1        | 2021年12月16日       |                             |
| ESR 91.5.0        | 2022年1月11日        |                             |
| ESR 91.5.1        | 2022年1月27日        |                             |
| ESR 91.6.0        | 2022年2月8日         |                             |
| ESR 91.6.1        | 2022年3月5日         |                             |
| ESR 91.7.0        | 2022年3月8日         |                             |
| ESR 91.7.1        | 2022年3月14日        |                             |
| ESR 91.8.0        | 2022年4月5日         |                             |
| ESR 91.9.0        | 2022年5月3日         |                             |
| ESR 91.9.1        | 2022年5月20日        |                             |
| ESR 91.10.0       | 2022年5月31日        |                             |
| ESR 91.11.0       | 2022年6月28日        |                             |
| ESR 91.12.0       | 2022年7月26日        |                             |
| ESR 91.13.0       | 2022年8月23日        |                             |

### Firefox 92
2021年9月7日にリリースされた。
- 多くのシステムでのビデオ再生で、フルレンジのカラーレベルがサポートされるように。
- JavaScript メモリ管理を再構築して、パフォーマンスを向上。

| バージョン  | リリース日 (PDT/PST) | 備考                    |
| ----------- | -------------------- | ----------------------- |
| Nightly 92  | 2021年7月12日        | 最初の Nightly リリース |
| 92.0 Beta 1 | 2021年8月10日        | 最初の Beta リリース    |
| 92.0        | 2021年9月7日         | 正式版 リリース         |
| 92.0.1      | 2020年9月23日        | 2件の不具合の修正       |

### Firefox 93
2021年10月5日にリリースされた。
- 「AVIF」形式の画像をサポート
- 安全ではない接続からのダウンロードをブロックするようになった。
- Windows版では、最終アクセス時間、メモリ使用量、およびその他の属性に基づいてタブを自動的に解放するようになった。
- 「強化型トラッキング防止機能」と「プライベートブラウジング」に新しいリファラートラッキング保護（「SmartBlock 3.0」とHTTPリファラー保護）が導入された。
- 11件の不具合及び脆弱性の修正[585][586]

| バージョン  | リリース日 (PDT/PST) | 備考                    |
| ----------- | -------------------- | ----------------------- |
| Nightly 93  | 2021年8月9日         | 最初の Nightly リリース |
| 93.0 Beta 1 | 2021年9月7日         | 最初の Beta リリース    |
| 93.0        | 2021年10月5日        | 正式版 リリース         |

### Firefox 94
2021年11月2日にリリースされた。
- 6種類のカラーテーマが期間限定で登場
- macOS版では、YouTubeやTwitchなどのサイトのフルスクリーンビデオにAppleの低電力モードを使用するようになった。
- 「タブの解放」(about:unloads) から、タブを閉じずに手動で解放できるようになった。
- Linux環境でのWebGLパフォーマンスの向上と消費電力の削減
- Windows 11環境で新しいスナップレイアウトメニューをサポート。
- マルチアカウントコンテナとMozilla VPNが統合された拡張機能「Firefox Multi-Account Containers」を提供開始。
- 同時に複数のタブを閉じる際に、既定で警告が表示されなくなった[590]。
- 24件の不具合および脆弱性を修正[591]。

| バージョン  | リリース日 (PDT/PST) | 備考                                                                              |
| ----------- | -------------------- | --------------------------------------------------------------------------------- |
| Nightly 94  | 2021年9月6日         | 最初の Nightly リリース                                                           |
| 94.0 Beta 1 | 2021年10月5日        | 最初の Beta リリース                                                              |
| 94.0        | 2021年11月2日        | 正式版 リリース                                                                   |
| 94.0.1      | 2021年11月4日        | macOS Big Sur 10.12でビデオをフルスクリーン再生した際にハングアップする問題を修正 |

### Firefox 95
2021年12月7日にリリースされた。
- 新たなサンドボックス技術である「RLBox」が、全てのプラットフォームで有効になった。
- Windows 10/11の環境を対象にMicrosoft Storeで提供開始。
- macOSとWindows Serverの環境で、イベント処理時のCPU使用率を削減した。
- macOS環境で、動画をソフトウェアデコードする際、特にフルスクリーンでの使用電力を削減した。
- ピクチャーインピクチャー機能に、トグルボタンの表示位置を左右に切り替えるオプションが導入された。
- サイト分離 (Site Isolation) アーキテクチャーがすべてのユーザーに対して有効化された。
- 13件の不具合および脆弱性[596]を修正。

| バージョン  | リリース日 (PDT/PST) | 備考 |
| ----------- | -------------------- | --- |
| Nightly 95  | 2021年10月4日        | 最初の Nightly リリース |
| 95.0 Beta 1 | 2021年11月2日        | 最初の Beta リリース |
| 95.0        | 2021年12月7日        | 正式版 リリース |
| 95.0.1      | 2021年12月16日       | 「microsoft.com」ドメインに接続しようとした際に「MOZILLA_PKIX_ERROR_OCSP_RESPONSE_FOR_CERT_MISSING」というエラーメッセージが頻繁に表示される問題を修正。 一部の Linux/X11 システムでWebRenderがクラッシュする問題を修正 Windowsのシャットダウン時にクラッシュする問題を修正。 OSレベルでダークモードが設定されている一部のLinux環境におけるWebサイトのコントラストの問題を修正。 |
| 95.0.2      | 2021年12月19日       | Windows 7、8、8.1の環境でC/E/Zシリーズ「Bobcat」CPUで「Firefox」が頻繁にクラッシュしてしまう問題を修正。 |

### Firefox 96
2022年1月11日にリリースされた。
- メインスレッドの負荷が軽減された。
- ノイズ抑制と自動ゲイン制御が改善された。
- エコーキャンセリングが改善された。
- 印刷時に奇数または偶数ページのみの印刷を選択できるようになった。
- Web会議アプリケーションのオーディオおよびビデオ機能が改善された。
- Web Locks APIとCSS color-schemeのサポートを追加。
- 23件の不具合および脆弱性を修正。

| バージョン  | リリース日 (PDT/PST) | 備考 |
| ----------- | -------------------- | --- |
| Nightly 96  | 2021年11月1日        | 最初の Nightly リリース |
| 96.0 Beta 1 | 2021年12月7日        | 最初の Beta リリース |
| 96.0        | 2022年1月11日        | 正式版 リリース |
| 96.0.1      | 2022年1月14日        | Windowsで「システムのプロキシ設定を使用する」オプションを有効化している場合に、プロキシルールの例外が機能しない不具合の修正。 content-lengthヘッダーの解析処理をより堅牢になるよう改善。                        |
| 96.0.2      | 2022年1月20日        | Linuxで音声再生時にタブの高さが正しく表示されない問題の修正。 プライベートブラウジングモードで「Lastpass」のドロップダウンが空白になる問題の修正。 Facebookアプリのサイズを変更するとクラッシュする問題の修正。 |

### Firefox 97
2022年2月8日にリリースされた。
- Firefox 94から同梱されていた期間限定のカラーテーマが提供終了。
- Windows 11でスクロールバーが新しいスタイルに変更された。
- Linux版で印刷用のPostScriptを直接生成する機能が削除された[注 3]。
- macOSでシステムフォントの読み込みが改善され、特定の状況で新しいタブを開いたり切り替えたりする動作が高速化した。
- 12件の不具合および脆弱性を修正。

| バージョン  | リリース日 (PDT/PST) | 備考                      |
| ----------- | -------------------- | ------------------------- |
| Nightly 97  | 2021年12月6日        | 最初の Nightly リリース   |
| 97.0 Beta 1 | 2022年1月11日        | 最初の Beta リリース      |
| 97.0        | 2022年2月8日         | 正式版 リリース           |
| 97.0.1      | 2022年2月17日        | 4件の不具合の修正。       |
| 97.0.2      | 2022年3月5日         | 2件の重大な脆弱性の修正。 |

### Firefox 98
2022年3月8日にリリースされた。
- ファイルをダウンロードするときのプロセスが改善された。
- 搭載されている検索エンジンの一部が削除された。
- 開発者ツールに様々な改善が加えられた。
- HTMLの<dialog>要素、フォームに関連付けられたカスタム要素が利用可能になった。
- CSSのhyphenate-characterプロパティが利用可能になった。
- 9件の不具合および脆弱性を修正。

| バージョン  | リリース日 (PDT/PST) | 備考 |
| ----------- | -------------------- | --- |
| Nightly 98  | 2022年1月10日        | 最初の Nightly リリース                                                                                               |
| 98.0 Beta 1 | 2022年2月8日         | 最初の Beta リリース                                                                                                  |
| 98.0        | 2022年3月8日         | 正式版 リリース |
| 98.0.1      | 2022年3月14日        | ドロップダウン検索メニューにあるオプションの検索プロバイダから検索システム「Yandex」とメールサービス「Mail.ru」を削除 |
| 98.0.2      | 2022年3月23日        | 4件の不具合の修正。                                                                                                   |

### Firefox 99
2022年4月5日にリリースされた。
- 「n」キーでリーダービューの読み上げ機能を切り替えられるようになった。
- PDFビューアで発音記号の有無にかかわらず検索できるようになった。
- Linux版でサンドボックスが強化され、Webコンテンツに公開されるプロセスがX Window system (X11) にアクセスできなくなった。
- ドイツとフランスでクレジットカードの自動入力とキャプチャをサポートするようになった。
- 11件の不具合および脆弱性を修正。

| バージョン  | リリース日 (PDT/PST) | 備考                    |
| ----------- | -------------------- | ----------------------- |
| Nightly 99  | 2022年2月7日         | 最初の Nightly リリース |
| 99.0 Beta 1 | 2022年3月8日         | 最初の Beta リリース    |
| 99.0        | 2022年4月5日         | 正式版 リリース         |
| 99.0.1      | 2022年4月12日        | 4件の不具合の修正。     |

### Firefox 100
2022年5月3日にリリースされた。
| バージョン   | リリース日 (PDT/PST) | 備考                    |
| ------------ | -------------------- | ----------------------- |
| Nightly 100  | 2022年3月8日         | 最初の Nightly リリース |
| 100.0 Beta 1 | 2022年4月4日         | 最初の Beta リリース    |
| 100.0        | 2022年5月3日         | 正式版 リリース         |
| 100.0.1      | 2022年5月16日        |                         |
| 100.0.2      | 2022年5月20日        |                         |

### Firefox 101
2022年5月31日にリリースされた。
| バージョン   | リリース日 (PDT/PST) | 備考                    |
| ------------ | -------------------- | ----------------------- |
| Nightly 101  | 2022年4月4日         | 最初の Nightly リリース |
| 101.0 Beta 1 | 2022年5月3日         | 最初の Beta リリース    |
| 101.0        | 2022年5月31日        | 正式版 リリース         |
| 101.0.1      | 2022年6月9日         |                         |

### Firefox 102 (ESR)
2022年6月28日にリリースされた。
| バージョン          | リリース日 (PDT/PST) | 備考                    |
| ------------------- | -------------------- | ----------------------- |
| Nightly 102         | 2022年5月2日         | 最初の Nightly リリース |
| 102.0 Beta 1        | 2022年5月31日        | 最初の Beta リリース    |
| 102.0 ESR 102.0     | 2022年6月28日        | 正式版 リリース         |
| 102.0.1 ESR 102.0.1 | 2022年6月28日        |                         |
| ESR 102.1.0         | 2022年7月26日        |                         |
| ESR 102.2.0         | 2022年8月23日        |                         |
| ESR 102.3.0         | 2022年9月20日        |                         |
| ESR 102.4.0         | 2022年10月18日       |                         |
| ESR 102.5.0         | 2022年11月15日       |                         |
| ESR 102.6.0         | 2022年12月13日       |                         |
| ESR 102.7.0         | 2023年1月17日        |                         |
| ESR 102.8.0         | 2023年2月14日        |                         |
| ESR 102.9.0         | 2023年3月14日        |                         |
| ESR 102.10.0        | 2023年4月11日        |                         |
| ESR 102.11.0        | 2023年5月9日         |                         |
| ESR 102.12.0        | 2023年6月6日         |                         |
| ESR 102.13.0        | 2023年7月4日         |                         |
| ESR 102.14.0        | 2023年8月1日         |                         |
| ESR 102.15.0        | 2023年8月29日        |                         |

### Firefox 103
2022年7月26日にリリースされた。
| バージョン   | リリース日 (PDT/PST) | 備考 |
| ------------ | -------------------- | --- |
| Nightly 103  | 2022年5月30日        | 最初の Nightly リリース |
| 103.0 Beta 1 | 2022年6月28日        | 最初の Beta リリース |
| 103.0        | 2022年7月26日        | 正式版 リリース |
| 103.0.1      | 2022年8月1日         | 最近のAMD製グラフィックスカードでハードウェアアクセラレーションを有効化。オーディオマネージャーの不具合によりFirefoxがシャットダウン時にクラッシュする問題を修正。 |
| 103.0.2      | 2022年8月9日         | |

### Firefox 104
2022年8月23日にリリースされた。
| バージョン   | リリース日 (PDT/PST) | 備考                    |
| ------------ | -------------------- | ----------------------- |
| Nightly 104  | 2022年6月27日        | 最初の Nightly リリース |
| 104.0 Beta 1 | 2022年7月26日        | 最初の Beta リリース    |
| 104.0        | 2022年8月23日        | 正式版 リリース         |
| 104.0.1      | 2022年8月30日        |                         |
| 104.0.2      | 2022年9月6日         |                         |

### Firefox 105
2022年9月20日にリリースされた。
| バージョン   | リリース日 (PDT/PST) | 備考                    |
| ------------ | -------------------- | ----------------------- |
| Nightly 105  | 2022年7月25日        | 最初の Nightly リリース |
| 105.0 Beta 1 | 2022年8月23日        | 最初の Beta リリース    |
| 105.0        | 2022年9月20日        | 正式版 リリース         |
| 105.0.1      | 2022年9月23日        |                         |
| 105.0.2      | 2022年10月4日        |                         |
| 105.0.3      | 2022年10月7日        |                         |

### Firefox 106
2022年10月18日にリリースされた。
| バージョン   | リリース日 (PDT/PST) | 備考                    |
| ------------ | -------------------- | ----------------------- |
| Nightly 106  | 2022年8月22日        | 最初の Nightly リリース |
| 106.0 Beta 1 | 2022年9月20日        | 最初の Beta リリース    |
| 106.0        | 2022年10月18日       | 正式版 リリース         |
| 106.0.1      | 2022年10月20日       |                         |
| 106.0.2      | 2022年10月26日       |                         |
| 106.0.3      | 2022年10月31日       |                         |
| 106.0.4      | 2022年11月3日        |                         |
| 106.0.5      | 2022年11月4日        |                         |

### Firefox 107
2022年11月15日にリリースされた。
| バージョン   | リリース日 (PDT/PST) | 備考                    |
| ------------ | -------------------- | ----------------------- |
| Nightly 107  | 2022年9月19日        | 最初の Nightly リリース |
| 107.0 Beta 1 | 2022年10月18日       | 最初の Beta リリース    |
| 107.0        | 2022年11月15日       | 正式版 リリース         |
| 107.0.1      | 2022年11月29日       |                         |

### Firefox 108
2022年12月13日にリリースされた。
| バージョン   | リリース日 (PDT/PST) | 備考                    |
| ------------ | -------------------- | ----------------------- |
| Nightly 108  | 2022年10月17日       | 最初の Nightly リリース |
| 108.0 Beta 1 | 2022年11月15日       | 最初の Beta リリース    |
| 108.0        | 2022年12月13日       | 正式版 リリース         |
| 108.0.1      | 2022年12月16日       |                         |
| 108.0.2      | 2023年1月5日         |                         |

### Firefox 109
2023年1月17日にリリースされた。
| バージョン   | リリース日 (PDT/PST) | 備考                    |
| ------------ | -------------------- | ----------------------- |
| Nightly 109  | 2022年11月14日       | 最初の Nightly リリース |
| 109.0 Beta 1 | 2022年12月13日       | 最初の Beta リリース    |
| 109.0        | 2023年1月17日        | 正式版 リリース         |
| 109.0.1      | 2023年1月31日        |                         |

### Firefox 110
2023年2月14日にリリースされた。
| バージョン   | リリース日 (PDT/PST) | 備考                    |
| ------------ | -------------------- | ----------------------- |
| Nightly 110  | 2022年12月12日       | 最初の Nightly リリース |
| 110.0 Beta 1 | 2023年1月17日        | 最初の Beta リリース    |
| 110.0        | 2023年2月14日        | 正式版 リリース         |
| 110.0.1      | 2023年2月28日        |                         |

### Firefox 111
2023年3月14日にリリースされた。
| バージョン   | リリース日 (PDT/PST) | 備考                    |
| ------------ | -------------------- | ----------------------- |
| Nightly 111  | 2023年1月16日        | 最初の Nightly リリース |
| 111.0 Beta 1 | 2023年2月14日        | 最初の Beta リリース    |
| 111.0        | 2023年3月14日        | 正式版 リリース         |
| 111.0.1      | 2023年3月21日        |                         |

### Firefox 112
2023年4月11日にリリースされた。
| バージョン   | リリース日 (PDT/PST) | 備考                    |
| ------------ | -------------------- | ----------------------- |
| Nightly 112  | 2023年2月13日        | 最初の Nightly リリース |
| 112.0 Beta 1 | 2023年3月14日        | 最初の Beta リリース    |
| 112.0        | 2023年4月11日        | 正式版 リリース         |
| 112.0.1      | 2023年4月17日        |                         |
| 112.0.2      | 2023年4月25日        |                         |

### Firefox 113
2023年5月9日にリリースされた。
| バージョン   | リリース日 (PDT/PST) | 備考                    |
| ------------ | -------------------- | ----------------------- |
| Nightly 113  | 2023年3月13日        | 最初の Nightly リリース |
| 113.0 Beta 1 | 2023年4月11日        | 最初の Beta リリース    |
| 113.0        | 2023年5月9日         | 正式版 リリース         |
| 113.0.1      | 2023年5月12日        |                         |
| 113.0.2      | 2023年5月23日        |                         |

### Firefox 114
2023年6月6日にリリースされた。
| バージョン   | リリース日 (PDT/PST) | 備考                    |
| ------------ | -------------------- | ----------------------- |
| Nightly 114  | 2023年4月10日        | 最初の Nightly リリース |
| 114.0 Beta 1 | 2023年5月9日         | 最初の Beta リリース    |
| 114.0        | 2023年6月6日         | 正式版 リリース         |
| 114.0.1      | 2023年6月9日         |                         |
| 114.0.2      | 2023年6月20日        |                         |

### Firefox 115 (ESR)
2023年7月4日にリリースされた。
ESR 115.16.0からESR 115.21.xまでは、Windows 7～8.1およびmacOS 10.12～10.14環境のみをサポート。
| バージョン          | リリース日 (PDT/PST) | 備考                    |
| ------------------- | -------------------- | ----------------------- |
| Nightly 115         | 2023年5月8日         | 最初の Nightly リリース |
| 115.0 Beta 1        | 2023年6月6日         | 最初の Beta リリース    |
| 115.0 ESR 115.0     | 2023年7月4日         | 正式版 リリース         |
| 115.0.1 ESR 115.0.1 | 2023年7月7日         |                         |
| 115.0.2 ESR 115.0.2 | 2023年7月11日        |                         |
| ESR 115.0.3         | 2023年7月18日        |                         |
| 115.0.3             | 2023年7月27日        |                         |
| ESR 115.1.0         | 2023年8月1日         |                         |
| ESR 115.2.0         | 2023年8月29日        |                         |
| ESR 115.3.0         | 2023年9月26日        |                         |
| ESR 115.4.0         | 2023年10月24日       |                         |
| ESR 115.5.0         | 2023年11月21日       |                         |
| ESR 115.6.0         | 2023年12月19日       |                         |

### Firefox 116
2023年8月1日にリリースされた。
| バージョン   | リリース日 (PDT/PST) | 備考                    |
| ------------ | -------------------- | ----------------------- |
| Nightly 116  | 2023年6月5日         | 最初の Nightly リリース |
| 116.0 Beta 1 | 2023年7月5日         | 最初の Beta リリース    |
| 116.0        | 2023年8月1日         | 正式版 リリース         |
| 116.0.1      | 2023年8月4日         |                         |
| 116.0.2      | 2023年8月7日         |                         |
| 116.0.3      | 2023年8月16日        |                         |

### Firefox 117
2023年8月29日にリリースされた。
| バージョン   | リリース日 (PDT/PST) | 備考                    |
| ------------ | -------------------- | ----------------------- |
| Nightly 117  | 2023年7月4日         | 最初の Nightly リリース |
| 117.0 Beta 1 | 2023年8月1日         | 最初の Beta リリース    |
| 117.0        | 2023年8月29日        | 正式版 リリース         |
| 117.0.1      | 2023年9月12日        |                         |

### Firefox 118
2023年9月26日にリリースされた。
| バージョン   | リリース日 (PDT/PST) | 備考                    |
| ------------ | -------------------- | ----------------------- |
| Nightly 118  | 2023年8月1日         | 最初の Nightly リリース |
| 118.0 Beta 1 | 2023年8月29日        | 最初の Beta リリース    |
| 118.0        | 2023年9月26日        | 正式版 リリース         |
| 118.0.1      | 2023年9月28日        |                         |
| 118.0.2      | 2023年10月10日       |                         |

### Firefox 119
2023年10月24日にリリースされた。
| バージョン   | リリース日 (PDT/PST) | 備考                    |
| ------------ | -------------------- | ----------------------- |
| Nightly 119  | 2023年8月28日        | 最初の Nightly リリース |
| 119.0 Beta 1 | 2023年9月26日        | 最初の Beta リリース    |
| 119.0        | 2023年10月24日       | 正式版 リリース         |
| 119.0.1      | 2023年11月7日        |                         |

### Firefox 120
2023年11月21日にリリースされた。
| バージョン   | リリース日 (PDT/PST) | 備考                    |
| ------------ | -------------------- | ----------------------- |
| Nightly 120  | 2023年9月25日        | 最初の Nightly リリース |
| 120.0 Beta 1 | 2023年10月24日       | 最初の Beta リリース    |
| 120.0        | 2023年11月21日       | 正式版 リリース         |
| 120.0.1      | 2023年11月30日       |                         |

### Firefox 121
2023年12月19日にリリースされた。
| バージョン   | リリース日 (PDT/PST) | 備考                    |
| ------------ | -------------------- | ----------------------- |
| Nightly 121  | 2023年10月23日       | 最初の Nightly リリース |
| 121.0 Beta 1 | 2023年11月21日       | 最初の Beta リリース    |
| 121.0        | 2023年12月19日       | 正式版 リリース         |

## 正式版リリース前

### Firefox 122
2024年1月23日にリリース予定。
| バージョン   | リリース日 (PDT/PST) | 備考                    |
| ------------ | -------------------- | ----------------------- |
| Nightly 122  | 2023年11月20日       | 最初の Nightly リリース |
| 122.0 Beta 1 | 2023年12月19日       | 最初の Beta リリース    |

### Firefox 123
2024年2月20日にリリース予定。
| バージョン  | リリース日 (PDT/PST) | 備考                    |
| ----------- | -------------------- | ----------------------- |
| Nightly 123 | 2023年12月18日       | 最初の Nightly リリース |